# ゼロの使い魔の登場人物
ゼロの使い魔の登場人物では、ヤマグチノボルのライトノベル『ゼロの使い魔』の登場人物について解説する。ゼロの使い魔の用語一覧も参照のこと。虚無の使い魔のいる国は虚無の使い魔の歌の順番と同じにするため変更。

## 主要人物
平賀才人（ひらが さいと）
声 - 日野聡
本作の主人公。ルイズの「使い魔」。高校2年生の17歳。平凡な高校生だったが、ルイズの召喚魔法により「使い魔」として東京から異世界ハルケギニアへ召喚された。身長は172センチメートル。性格は「負けず嫌いで好奇心が強いもののヌケている」と教師に評価されており、流されやすい。ファーストキスの相手はルイズ。
現代日本の価値観で物を考え、それを隠さずハルケギニア世界の理不尽に怒り、抵抗するため、周囲の人間からは破天荒な人物だと思われている。感情の起伏が極端であるのに加えて思い込みが激しく、喜怒哀楽が激しい。突然異世界に召喚されたことに対しても、あまり深く悩まず適応している。実際は、如何なる困難や障害にも挫けない不屈の闘志を胸に秘めた熱血漢である。彼のフルネームはハルケギニア人には発音しにくいらしく、「ヒリガル・サイトーン」など間違えられて伝わることが多い。
ルイズとの使い魔契約(コントラクト・サーヴァント)の際には、才人の左手に使い魔の証であるルーン「」Gandalfr が浮かび上がった。これは「武器であればどんな物でも自由自在に扱える」伝説の使い魔「神の左手・ガンダールヴ」の印。更に20巻からはティファニアの使い魔にも選ばれ、「魂と引き換えに虚無の担い手の魔力を高める」「神の心臓・リーヴスラシル」のルーンが胸に浮かび上がった。ガンダールヴのルーンは、第7巻でルイズの身代わりとなって、アルビオン共和国の7万の兵と戦い瀕死の重傷を負ったことから、一旦失われてしまったが、その後ルイズが才人を再び召喚し契約し直したことによって、ガンダールヴのルーンを取り戻す。
当初はガンダールヴの能力のみが頼りであったが、幾度もの戦いやアニエスの特訓を経たことで、ガンダールヴの力を使わずに魔法人形のスキルニルを複数倒したり、敵として対峙したタバサの魔法を生身で回避したりするほどに成長している。
幾度も手柄を挙げたことをアンリエッタに讃えられ、シュヴァリエの称号を得て貴族となり、同時に新設の近衛隊「水精霊騎士隊」の副隊長となった。貴族籍を得たことで、トリステインでの公文書には「サイト・シュヴァリエ・ド・ヒラガ」というフルネームで記される。
ガリアに囚われたタバサ救出のために、貴族位を持つ自分が隣国に踏み入ることは国同士の軋轢を生みかねないとして、騎士の身分と近衛騎士隊副隊長の職位をアンリエッタに一旦返上したが、その後、貴族に復帰し職位も保持している。
召喚されてから長らくハルケギニアの文字を読めないままであったが、タバサ救出後に彼女から教わり読めるようになる。
教皇ヴィットーリオとその使い魔ジュリオに、元の世界に帰るかこの世界に留まるかの選択を迫られるが、苦悩の末にハルケギニアに残ることを選択し、ガンダールヴの“槍”であるタイガー戦車を駆使して、ガリア王とミョズニトニルンが操るヨルムンガントを撃退した。
「アルビオンの英雄」「虎街道の英雄」の称号を持つ。
アンリエッタより下賜された「ド・オルニエール」の領地により「サイト・シュヴァリエ・ド・ヒラガ・ド・オルニエール」というフルネームで記される。これらの厚遇と活躍により、平民の間では英雄視され、劇が作られるほどになるも、メイジを中心とした貴族から嫉まれ、その依頼を受けた元素の兄弟から命を狙われることとなる。
召喚された当初は、我侭なルイズを嫌っていたが、共に過ごす中で次第に彼女の優しさや苦悩を知り、使い魔として彼女を守ることを決意する。ルイズと自分の関係については、彼女やデルフに「（ルイズは）俺に惚れているんだろう」と半ば冗談で発言したこともあるが、ルイズが自身の気持ちを素直に表さないこともあって本心は分からないでいた。自分の「言葉」「想い」に非常に誠実で、「ルイズに『好き』と言った、その言葉や想いが嘘になるのはたまらない」という理由から、ルイズから理不尽なお仕置きを受けたり、表面上袖にされたりしても、また他のヒロインに迫られても、ルイズ以外には決して「好き」と言わず、あくまでルイズに好意を持ち続ける一途さを貫いていた。
しかし、意識の深層ではアンリエッタにも惹かれていたようで、遂に浮気してしまう。浮気現場を目撃したルイズに家出されてしまうも和解し、その際に将来を誓いあう。
しかし、アリィーたちによってサハラへ連れて行かれてしまう。そこで危うく心身喪失薬を飲まされそうになるが、ルクシャナの手助けによって脱出。
ティファニアの強いサイトへの想いから「再召喚」され、使い魔の契約を交わし、「神の心臓・リーヴスラシル」の力も手に入れた。
奇しくもガンダールヴとリーヴスラシルを兼任するという、6000年前のサーシャと同じ境遇となる。リーヴスラシルの力で生命力を吸い上げられ、デルフリンガーの力なしでは動くことさえままならない状態で6000年前の大災厄の真実を知り、教皇の地球侵略を止めるために浮かび上がる聖地に単身乗り込む。
聖堂騎士団、及びジュリオを退けてルイズの元にたどり着くが、彼と同様に真実を知ったルイズ自らがデルフリンガーに刺されることで虚無が消滅し、ガンダールヴとリーヴスラシルの力を失うことで命を取り留める。
その後、デルフリンガーの命と引き換えに生き返ったルイズと共に大隆起の原因である聖地の精霊石を破壊し、ハルケギニアを救った英雄となった。
トリステインに帰還後、ルイズに正式にプロポーズし、子爵の位を与えられた事でヴァリエール公爵を説き伏せ結婚する。その直後に教皇から始祖の円鏡を贈られ、1人だけなら地球に帰れことになる。
地球に帰るか留まるか苦悩する才人だったが、ルイズに説得されて一人で帰還することを決意する。しかし、デルフリンガーの力によって地球へ渡れることとなったルイズと共に、ついには二人で地球に帰還したところで物語は幕を閉じる。
メインキャストやアニメ制作会社が同じ『灼眼のシャナII（Second）』第12話にて、パレードにシエスタとともに少し登場している。
『このライトノベルがすごい！』男性キャラクター部門では2008年版で8位を獲得している。
ルイズ・フランソワーズ・ル・ブラン・ド・ラ・ヴァリエール
声 - 釘宮理恵
本作のヒロイン。桃色がかったブロンドの長髪と鳶色の瞳を持つ少女。ヴァリエール家の三女で16歳。比較的小柄で華奢な体格のため、スタイルの良い同性に対してコンプレックスがある。腕っ節は強い。身長が153サントでスリーサイズがB76/W53/H75。ファーストキスの相手は才人。
トリステイン屈指の名門貴族であるヴァリエール公爵家（始祖は王の庶子）に生まれ、トリステイン魔法学院に進学する。
学院の2年生への進級時、使い魔召喚の儀式で才人を召喚してしまい、彼を使い魔とする羽目になった。
「ゼロのルイズ」の蔑称は、幼少時から魔法の発動に成功したことがなく、魔法の才能が皆無であるとされたことから付けられた。しかし実際は、彼女が魔法を使うことができなかったのは、彼女が四系統のメイジとは異なる系統の使い手だったことによるものであり、様々な騒動を経て「水のルビー」と「始祖の祈祷書」を手にしたことから、「虚無」の魔法に目覚める。彼女の虚無は、ロマリア教皇ヴィットーリオによると“攻撃”を司るもので、使える魔法は「爆発（エクスプロージョン）」「解除（ディスペル）」「幻影（イリュージョン）」「瞬間移動（テレポート）」。強力な破壊力と威力を持つ一方、初歩の魔法でさえすぐに精神力が尽きるほど消耗が激しく、威力もルイズ自身の感情に大きく左右される。虚無に目覚めた後は、簡単なコモンマジックは使えるようになっている。ただ、魔法で失敗しているから劣等生というわけではなく、人一倍頭の回転が速いため、実践魔法を除いた座学ではほぼ学年トップの成績を収めている。
気位とプライドが非常に高い上、短気で気難しく癇癪持ちという厄介極まりない性格だが、泣き虫という子供っぽい一面も見せる。出来の良い姉達の存在や、魔法が使えないなどの理由から両親から見放されていると思い込み、強いコンプレックスを抱いていた。そのため、他人に認められたいと思うあまり物語開始当初は無茶をすることが多かった（第6巻において、家族の反対を押し切りアルビオン討伐の遠征軍に参加するなど）。しかし、才人と共に多くの試練を乗り越えていくうちに、貴族としてのプライドよりも仲間を救うことが行動原理となっていく（第10巻ではアンリエッタに貴族の身分を返上しガリア王国へタバサを救出に向かった。また、第11巻でのトリステイン帰国後、タバサを救出した功績によって、アンリエッタの義理の姉妹となり第2の王位継承権を得ている）。
こうした一方で、単純かつおだてるとすぐ乗せられる性格なため、しばしばシエスタなどにこれを利用され、いいように扱われている（シエスタ曰く「単純で我がまま、弱いからすぐに自信と自嘲を行ったりきたりする」しかし、だからこそほんとの聖女になれるとも言われた）。
最終巻では才人の命を救うため、教皇の聖地奪還＝地球侵略を成すことで虚無の力を消そうとするが、直前に大災厄の真実を知り、才人が来たところで虚無を消すもう一つの条件「ガンダールヴが主人を殺す」を満たす事で虚無を消滅させ、自身は命を落としてしまう。しかし、デルフリンガーの力によって生き返り、エクスプロージョンで聖地の精霊石を破壊し、ハルケギニアを救った聖女となった。その後、姉2人の協力を得て父を説き伏せて才人と結婚し、地球へ帰還する才人を強引に追いかけていった。
虚無の力を失ったのちは、母カリーヌと同じ風系統の魔法に目覚めている。
最初は才人のこともただの使い魔としか見ていなかったが、共に戦い続けて行く中で少しずつ惹かれていき、1人の異性として強く意識するようになっていく。しかし人一倍に独占欲と嫉妬心が強いため、才人が自分を馬鹿にしたり、他の女性と仲良くしたりするとキツイ罰を与えることから、才人本人には「こんな女と結婚したら大変だ」と思われている。才人が母親からのEメールを読み涙しているのを見て「才人のために何かしてあげたことがあっただろうか」という思いに駆られ、「アクイレイアの聖女」になることの対価に、教皇ヴィットーリオに世界扉を開かせて才人を地球に帰すことを決意、自らは才人の記憶をティファニアに頼み彼女の「忘却」で一旦は消してしまう、しかし結局才人は帰郷を思いとどまり、記憶も才人とキスした時に戻った（正確には才人の中のルイズとの記憶が転写された）。屋敷の地下室での才人とアンリエッタの密会を偶然目撃し傷つき、自分が消えればみんな幸せになれると思い家出する。自らの運命に向き合う事を決意し才人と合流し、元素の兄弟の次男を雑魚扱いするほどになった。ようやく自分の本当の気持ちに素直になる事を決め才人と将来を誓い合い、エレオノールにさえも真っ向から自分の気持ちをぶつけた。
好きな食べ物はクックベリーパイ。趣味は編み物だが、かなり下手。特技は乗馬。嫌いなものは蛙。アンリエッタの幼少時の遊び相手で、彼女が女王となった今でも友人として想われている。しかし、ルイズはアンリエッタがいつも自分の人形を取り上げてはすぐに飽きるのを根に持っていた。才人に「姫様は飽き性だからすぐに捨てられる」と言い、それを聞いて激怒したアンリエッタと取っ組み合いの喧嘩になった。キュルケとは顔を合わせれば憎まれ口を叩きあうが、陰湿な要素は無く、悪友とも言える関係である。
作者のあとがきによれば、『ダルタニャン物語』にも登場する実在の人物、ルイーズ・ド・ラ・ヴァリエールをモデルにしており、片足が不自由という身体的ハンディキャップを負いながらも誇りを持って己の生き方を貫く姿勢を見習っている。
『このライトノベルがすごい！』女性キャラクター部門では2007年版で10位を獲得している。
デルフリンガー
声 - 後藤哲夫
才人の相棒である、意思を持つ魔剣「インテリジェンスソード」。最初の姿は片刃の長剣で、鎺（刃の根本）の金具をカチカチ動かして喋ることができる。柄まで含めると150センチ余りある。腰に下げるには長すぎるため、才人は背中に携えている。
実は単に、今は剣に憑依している、というだけの霊的な存在であり、剣自体が本体ではない。6千年も生きており、かつての「ガンダールヴ」が使っていた伝説の剣であるという。
トリスタニアの武器屋で才人が「ガンダールヴ」であることを知ると、自らを売り込みその所有物となる。インテリジェンス系の武器自体は価値が出るほど珍しいものではなく、しかも見た目が錆び付いたボロボロの剣であったことや、店の主人がデルフリンガーの口の悪さに閉口していたことから、破格の安値で購入できた。
才人のことを「相棒」と呼び、才人にとっては共に戦う戦友のような存在であった。
虚無の使い魔用の武器であるが、本来虚無や始祖ブリミルと対立する存在である先住魔法で命を吹き込まれている。始祖ブリミルや虚無に関して詳しく知っているようだが、本人によると、長い年月を経ているため、基本的にはほとんどのことを忘れている。しかし、ふとした拍子に思い出す場合もあり、何度か才人達のピンチを救っている。一応伝説の剣らしく「外見を錆びた剣に変えたり戻したり出来る」、「攻撃魔法を吸収し、また吸収した分だけガンダールヴの体を操る」、「触れた剣士の力量や武器の情報を読み取る」などの特殊能力を持つ。
剽軽な性格をしており、しばしば「おでれーた!」と連呼している。寂しがり屋な一面もあり、鞘に入れられていると喋ることはできないため、鞘に入れられたままで相手をしてやらないとすぐに拗ねる。
才人がルイズと2度目の「使い魔契約」を行った際には、ルーンが胸に付かないか恐れていた描写があり、四人目の虚無の使い魔「リーヴスラシル」の出現を恐れているようである。またロマリア開国の祖であるフォルサテが嫌いで、その上始祖ブリミルと面識も無いのに「ブリミルの教え」を鼻高々に説くロマリア皇国が気に入らないらしい。第16巻で、ドゥドゥーの「ブレイド」の魔法力を吸い込むが、許容量を越えてしまったため刀身が破裂して消滅。第17巻では才人に「お前がいないと何もできない」と言われ、デルフリンガーの消滅を知ったルイズ、シエスタも悲しんだ。
第19巻においてエルフたちに攫われ、サハラに連れて行かれた才人とティファニアの前で無銘の日本刀に宿って復活する。帰還に時間がかかったのは、前の長剣が砕ける寸前に、現在の日本刀に乗り移る事自体は出来たものの、刃物としての構造が違いすぎて意思を顕在化するのに苦労した為であった。その際、長い時間に渡って思索の機会を得た彼は、自分がエルフによって作られたことや、ブリミルを貫いた事も思い出した。また、第19巻の描写からしゃべるだけではなく念話（テレパシー）も出来る模様。その後、しばらくの休眠を得て全ての記憶を取り戻す。そしてルイズを貫いた後、自身にかけられていた虚無魔法真の「生命」によってルイズを蘇生。全ての力を使い果たし最高の相棒であったサイトに出会えたことに感謝しながら完全に砕け散った。その破片はその後、鍔だけを形見として残し、ラグドリアン湖に葬られた。しかし、最後の最後で始祖の円鏡で開いたゲートをサイトとルイズの二人分通れるように力を貸した。

## トリステイン魔法学院の人々

### 生徒（主要な登場人物）
タバサ（シャルロット・エレーヌ・オルレアン）
声 - 猪口有佳
本作のヒロインの1人。二つ名は「雪風」。ルイズの級友。青い髪と瞳を持つ少女。隣国ガリア王国からの留学生。身長は142サントとルイズ以上にかなり小柄で、スリーサイズもB68/W49/H67と細身。大抵の人の目には本当の年齢より4、5歳は幼く映る。趣味は読書。
非常に無口で、彼女が留学生であるという事実はよく知られていない。入学以来無愛想を通し、早々決闘を仕掛けられながら強力無比な実力を見せたこともあって、他の誰からも距離を置かれていた。
物語開始時の学院内での親友はキュルケただ1人だけで、彼女が困り事を持ち込む時には、力を貸したり冷静に突っ込んだりする。風系統のトライアングルメイジ（第10巻以後はスクウェアクラスに成長）で、学園内ではエリート。12歳の時からラインスペルであるジャベリンを使えており、魔法に関しては素晴らしい才能を持つ。「風」に「水」を足し合わせた氷雪系の魔法を得意とする。15歳でシュヴァリエとして爵位も得ている。ジョゼフの魔の手から助けてくれたサイトに好意を抱くようになる。小柄で体重が軽い分、体術だけならワルドより速い。デルフリンガーによると、真正面から戦うことを避け、相手の隙に乗じて一瞬で勝負を決める暗殺者タイプであり、手数とスピードは並みではないが技の威力は低いとのこと。使い魔は風韻竜の幼体の「シルフィード」。得意魔法は「ウィンディアイシクル」、「ジャベリン」。
体格に反してかなりの大食いで、出された料理は大抵全て平らげてしまう。独特の苦味を持ち、ほとんどの人が苦手とするはしばみ草のサラダを好んで食べる。趣味は読書で、放っておくと一日中読み続けるほど。人付き合いを好まず、親しい人でなければ話しかけられても大抵は無視する上、読書の邪魔をする者には魔法の行使をも辞さない。特技はサイコロ博打。
本名はシャルロット・エレーヌ・オルレアン。ガリア王国の王族で、父は王弟オルレアン公シャルル。国王ジョゼフは伯父にあたる。父を国王であるジョゼフに殺された上、母親もエルフの毒で心を狂わされ、オルレアン家の屋敷に軟禁された。「タバサ」の由来は母が発狂する前、シャルロットに送った人形の名前から。心を狂わされた母は、人形を「シャルロット」と思い込み、実の娘を国王からの刺客として恐れ、近づこうとしなくなってしまったため、シャルロットは「タバサ」と名乗るようになった。本来は快活で明るい性格だったが、父の暗殺と母の発狂の後は、ジョゼフへの復讐を誓い、心を閉ざしつづけていた。
その後はジョゼフの娘である王女イザベラの北花壇騎士団配下の騎士となり、トリステイン魔法学院へ厄介払い同然に留学させられる。しかし何か事が起こる度に呼び戻されて、イザベラやジョゼフから任務中の死を目的とした危険な任務に従事させられている。ジョゼフへの強い復讐心を心の内に秘めつつも、それらの命令に従い任務をこなし続けてきた。第9巻でジョゼフとその使い魔のミョズニトニルンの命令により、母親の治療を餌に友情を培ってきた才人たちを裏切ってルイズの誘拐に協力させられることになる。だが才人との戦いの最中に、彼に大切な気持ちを気付かされたことから、命令に背きルイズ達に味方した。
第10巻でジョゼフからシュヴァリエの身分の剥奪と出頭の通告を受け、単身オルレアン家の屋敷に赴き、エルフのビダーシャルと会敵するも、彼の操る先住魔法に敗北し捕われの身となる。ジョゼフの元に一旦運ばれた後、エルフとガリアの国境地帯にあるアーハンブラ城に幽閉され、母親と同じ薬によって心を消されそうになったが、才人達によって救出された。以降は、それまでよりは喋るようになり、才人に字の読み書きを自分から教えるなどやや積極的な面が出ている。幼い頃に親しんだ「イーヴァルディの勇者」の物語の影響で、密かに「勇者に助けられる囚われのお姫様」になってみたいという夢を抱いており、自分を助けてくれた才人を勇者として崇拝し、好意を抱くようになった。
第15巻でロマリア教皇の使い魔ジュリオが操る才人の姿の魔法人形スキルニルにそそのかされ、ガリア女王となることを承諾する。仇敵ジョゼフ王と会敵するも復讐しなかった。この時の才人の言動から彼への恋心をロマリアに利用されていたことに気づき、激しい怒りを抱くも、あえて彼らの思惑に乗り王位を継承する。
第16巻で逃亡していた従姉イザベラを捕らえた後に彼女と和解。北花壇騎士団長である彼女の力を借りてロマリアとの暗闘に備えようとしたが、第17巻でロマリアの策略により、双子の妹ジョゼットと入れ替えられた。第18巻で救出されたが、ハルケギニアの危機の為、女王の座は名前と共にジョゼットに一時譲り、才人達の手伝いをすることを決める。その際、才人のメイドとなり自分の気持ちを素直に表すようになった。聖地の件が落着した後はジョゼットがジュリオと一緒になる為に王位を放棄してしまった為、再びガリア女王となる。サイトとルイズの結婚には「あの人が幸せならそれでいい」ときっぱり身を引いた。
アニメ4期Fでは、自分の意思で即位を保留し、ド・オルニエールのサイトの屋敷に押しかけてきて、当たり前のように才人のベッドに入り寝る。妾宅室の件で、サイトとルイズの関係に溝ができてしまい、ルイズの前で堂々とサイトを幸せにすると宣言する。しかし、なかなかきっかけが掴めず、一線を越えられないでいる。保留期間も過ぎてしまい、サイトとティファニア救出後、ガリアで戴冠式を行い、女王に即位する。サイトに対する想いは未だに健在。
外伝『タバサの冒険』では主人公として活躍する。
キュルケ・アウグスタ・フレデリカ・フォン・アンハルツ・ツェルプストー
声 - 井上奈々子
二つ名は「微熱」。ルイズの級友で隣国ゲルマニアからの留学生。
実家のツェルプストー家は、ルイズの実家であるヴァリエール家と国境を挟んだ隣にあり、トリステイン・ゲルマニア両国の戦争ではしばしば杖を交えた間柄である上、ヴァリエール家の恋人を先祖代々奪ってきたという因縁がある。
「火」の系統の魔法を得意とする優秀なトライアングルメイジだが、本国ゲルマニアのヴィンドボナ魔法学校でトラブルを起こし中退、実家からある老公爵と無理矢理結婚させられるのを嫌って、トリステインに留学してきた。使い魔はサラマンダーの「フレイム」。得意魔法は「ファイアーボール」。
仇敵ヴァリエール家のルイズとは、宿舎の部屋が隣同士であることから喧嘩が絶えないが、心底嫌っているわけではない。
燃えるような赤い髪と瞳、褐色の肌を持つ18歳の女性。身長は171サント、スリーサイズはB94/W63/H95と極めてグラマラスな体型。惚れっぽい性格。
趣味はジグソーパズルで特技はハープ。嫌いなものは雨とルイズ。その美貌とプロポーションにより1ダース近い恋人を魅了しているが、熱し易く冷め易い性格のため長続きはしない。
第1巻から才人にも熱烈なアプローチを仕掛けていたが、次第に才人とルイズの互いの気持ちを知り、興味本位でからかいつつも見守るようなスタンスに変わっていった。第6巻で魔法学院が襲撃された際、命の危機を救われた事がきっかけでコルベールに思いを寄せるようになり、コルベールとともに再登場した第9巻では彼のことをファーストネームの「ジャン」と呼び、熱心にアプローチをかけるほどであった。
タバサとは入学以来の親友であり、彼女の思考をその無表情な顔から読み取ることができる。お互いに詮索し合わない故によく一緒にいるが、タバサの境遇を知ってからは、以前以上に深い気持ちを抱いている。
また累代の敵であるルイズに対しても、才人との仲が疎遠になった時にはそれとなくフォローし、一緒に協力して試練に当たることも多い。「もしかしたら、すっごい我侭なのかも」とは本人の自己評価だが、実際には他人への思いやりにあふれる情の深い女性である。
ティファニア・ウエストウッド
声 - 能登麻美子
本作のヒロインの1人。アルビオン王国サウスゴータ地方、ウエストウッド村に住むハーフエルフ。愛称は「テファ」。父親は王弟で財務監督官だったモード大公、母親はその愛妾のエルフ。テューダー王家の血を引いており、アルビオン皇太子ウェールズは従兄、現トリステイン女王アンリエッタは従姉に当たる。虚無の担い手の1人であり、現在「風のルビー」を所有している。使える虚無は忘却系で、「忘却」のみだったが21巻で「分解（ディスインテグレート)」を習得した。
使い魔は長らく召喚していなかったが、第20巻にて才人と契約する。モード大公は国王に隠してティファニアの母を愛妾としていたが、国王に知られ、母子の追放の命令も拒否したため、投獄されて殺された。ティファニアは母親とともに、モード大公の直臣であるサウスゴータの太守に匿われたが、隠れ家を探し出した王家の軍により母親を殺された。ティファニアは物陰に隠れていたところを発見されたが、目覚めた虚無の力によって兵士達の記憶を消して難を逃れた。その後はサウスゴータ太守の娘だったマチルダ（フーケ）の助けを借り、ウエストウッド村に孤児達と一緒に隠れ住む。フーケからは妹（あるいは娘）のように大事に思われている。ティファニア自身もフーケのことを「マチルダ姉さん」と呼んで慕っている。
アルビオン戦役で瀕死の重傷を負った才人を助け、才人を追ってきたルイズたちとも知り合う。エルフの血を引くため村の外に出ることがなく、「外の世界を見てみたい」という望みを持っていた。トリステインに帰還する才人から同行を誘われたが、村の子供たちを置いていくわけにはいかないとして一度は断る。その後アンリエッタの指示により再度迎えに来た才人たちの誘いとフーケの勧めを受け、村を出ることを承諾した。トリステイン魔法学院に1年生として転入。転入に際し、偽の姓として「ウエストウッド」を名乗った。学院が夏休みの間はトリスタニアの孤児院で子供達と過ごしている。
虚無の魔法「忘却」の呪文は、財務監督官だった父親が管理していた財宝の中に秘宝の「始祖のオルゴール」と指輪「風のルビー」があり、幼いティファニアは偶然指輪をはめてオルゴールの調べを聞いて覚えた。特技はハープ演奏。ハープの伴奏にのせてティファニアが歌う歌は、呪文とともにオルゴールから流れた調べであり、始祖ブリミルの虚無の使い魔にまつわるものである。
輝くような金髪に尖った耳を持ち、ルイズが気圧されるほどの神々しい美貌をもつ。「とんでもない美少女」とは、そのルイズの弁。プライドの高いルイズに「ティファニアの隣に立てるような男は、伝説の彼方にしか存在しないのではないか」とまでも思わせている。
身体は細いが相当な巨乳で、脱いだらすごいシエスタの倍くらいある。
才人と出会うまでは村の子供以外と接する機会がほとんどなく、初めての同年代の友人である才人は特別な存在である模様で、第13巻でロマリア教皇ヴィットーリオから協力を要請された時も、「才人がそうするなら」と述べている。また、長年村にいたためかなりの世間知らずである。「胸が標準より大きすぎる」ことについても気付いていなかったが、他の女性と交流するようになってからは密かな悩みになっている。
第19巻でド・オルニエールにて使い魔を召還する予定であったが、その途中アリィーたちによってサイト共々サハラに誘拐されてしまう。そこで才人に「サイト大好き」と言った後、自分の想いを自覚する。
ルイズの結婚式でも胸に関するハプニングが発生し、ルイズが風魔法に目覚めるきっかけを作った。
ギーシュ・ド・グラモン
声 - 櫻井孝宏
ルイズと同学年の男子生徒で、土系統のドットメイジ。二つ名は「青銅」。二つ名の由来は、土系統の魔法「錬金」で青銅のゴーレム「ワルキューレ（戦乙女）」を錬成して戦うことから。17歳、身長175サント。使い魔はジャイアントモールの「ヴェルダンデ」。得意魔法は「ワルキューレ」。
陸軍元帥を父に持つ名門・グラモン伯爵家の四男。ナルシストで気障な性格。バラの形をした魔法の杖をよく口に咥えている。
女好きで当人はプレイボーイを気取っており、クサい台詞も平気で口にするが、ボキャブラリーに乏しく、「顔はいいけどおつむが足りない」などと言われることもある。目立ちたがりで、小心者な一面もある。手先が器用で彫金を特技としている。
第1巻で、ハルケギニアに来て間もない才人によって、学院の女子生徒であるモンモランシーとケティに二股をかけていたことがばれてしまい、そのことを逆恨みして才人に決闘を挑む。決闘ではワルキューレを使って才人に重傷を負わせるが、才人がガンダールヴの力に目覚めたことでワルキューレ全てを倒され降参した。以降、才人に一目置くようになり、次第に身分を越えた悪友となる。第8巻で才人の死亡が確実視された際には彼を偲んで学院の中庭に才人の銅像を建てた。
アルビオン戦役では副官の補佐のおかげで、サウスゴータ一番槍という武功を立て、白毛精霊勲章を授与される。更に戦役後、アンリエッタが才人を隊長として新たな近衛騎士隊を作ろうとした際、元平民で後ろ盾がない才人のため、彼に代わって水精霊騎士隊の隊長に就任する。ガリア王継戦役の功績により、シュヴァリエの称号を得た。才人達が国家機密に関わっていることを知っているが、深入りすることは避けている。
登場当初は、父の「命を惜しむな、名を惜しめ」という言葉を律儀に受け止め、貴族としての体面を重んじるあまり、実力を弁えない無鉄砲ぶりを見せることがしばしばあった。しかし物語が進むにつれて、次第に才人の影響を受けるようになり、第14巻では「みっともなくても生き残るのが本当の名誉だ」とルイズに諭したり、水精霊騎士隊を見下すロマリアの聖騎士カルロに自分の経験を踏まえて苦言を呈するなど、人間的に成長を遂げている面を見せている。
モンモランシーとは幼馴染であり、基本的には仲がいいが、第1巻以来、自身の浮気性から絶交を言い渡されたり、よりを戻したり、制裁を受けたりを繰り返している。アンリエッタ女王を王女の時代から崇拝しており、彼女に声をかけられて感激のあまり気絶することがしばしばある。
サイトとルイズの結婚式に乗じてモンモランシーにプロポーズしようとするも他の女性に目が行って結局成立しなかった。
ゲーム版では水精霊騎士隊々員だけでなく男子生徒の中で唯一登場し、話をかき乱したり、モンモランシーに制裁されたり、はたまた時々才人に助言したりと多彩な活躍を見せる。
モンモランシー・マルガリタ・ラ・フェール・ド・モンモランシ
声 - 高橋美佳子
二つ名は「香水」。金髪縦ロールで後頭部に赤い大きなリボンをしているお嬢様。トリステイン魔法学院の生徒で、ルイズの級友。水系統の魔法を得意とする。身長166サント、スリーサイズはB80/W58/H79と細身のスラリとした長身の16歳。使い魔はカエルのロビン。趣味は二つ名のとおり香水を作ること。彼女の香水は独特の香りがすると評判らしく、売り捌いては小遣い稼ぎをしている。ポーションの調合にも興味があるが、普通のものは作り飽きているらしく、稀にコツコツ稼いだお金で秘薬の原料を買っては内緒で禁制の薬を調合したりもする。特技は水泳だが、髪が濡れるので好きではない。
実家のド・モンモランシ家はトリステイン王家と水の精霊との盟約の交渉役を何代も務めてきたが、水の精霊を怒らせて領地の干拓に失敗したため、領地の経営が苦しいらしい。
第1巻ではギーシュと付き合っていたが彼の二股に激怒し絶交した。しかし内心ではギーシュのことを満更でもなく思っており、第4巻では禁制の惚れ薬を使って彼を振り向かせようとしたこともある。結局はうやむやのうちに元の鞘に収まったが、以後もギーシュが他の女の子に目を向けるたびに、魔法を使って制裁している。そのバカップルぶりと苦悶ぶりから才人に「モンモン」というあだ名を付けられたが、本人は気に入っていない様子。第12巻の覗き騒動で再びギーシュに愛想を尽かした様子で、「踊った男女は結ばれる」という言い伝えがあるフリッグの舞踏会のダンスパートナーの申し込み予約を拒絶している。しかし、第16巻で聖戦に行っていたギーシュを心配していたことを明かし、またよりを戻している。
トリステイン貴族の例に漏れず気位が高く、ルイズともよく衝突したが、身を挺して自分達を庇って倒れたコルベールに満足な治療魔法を施せなかったことから、水魔法の使い手として成長しようと決意する。第10巻の対エルフ戦では骨折した才人を治療していた。才人にヤキモキするルイズに対し恋愛の先輩ぶることもある。第12巻ではキュルケ・ルイズと放課後にテラスでお茶を飲む仲になっている。
マリコルヌ・ド・グランドプレ
声 - 時田光
二つ名は「風上」。ルイズ達の同級生に当たる男子生徒で、風系統のドットメイジ。目下の者には居丈高になる典型的な貴族の坊っちゃん気質だが、基本的には小心者で小太りという容姿にコンプレックスを持っている。
自分がモテぬ事からくる嫉妬からか、公衆の面前でいちゃつくカップルやいわゆるバカップルに激しい憎悪を抱いている。このため、最近では「風の妖精さん」を自称し、放置すると際限なくイチャイチャする才人&ルイズへの突っ込み要員として活躍する。
バカップルへの怒りに燃える時のマリコルヌは小心者とは程遠く、しかも魔力も大幅に強化される。また読唇術が得意で匠の域に達している。
アルビオン戦役では気弱な性格を直すべく軍に志願、一兵卒として艦隊戦の真っ只中に叩き込まれる。その後はアンリエッタ女王の命により結成された水精霊騎士隊に加わり、才人やギーシュと行動を共にしている。第10巻のタバサ救出の時は、エルフを相手に戦う才人をサポートし、第12巻の空中装甲騎士団戦では流血しながらも薄笑いを浮かべて戦闘を行うなどの成長を遂げている。それらの体験を経て自信をつけたらしく、第12巻でブリジッタという彼女ができる。さらにフリッグの舞踏会を控え、2人の女性からダンスの申し込みを受けていたが、騎士隊が自らの権威を失墜させる事件を起こしたため、第13巻でフラれてしまった。その後、水精霊騎士隊の一員としてガリア王継戦役に参加し、第16巻ではほかの隊員らとともに白毛精霊勲章を与えられ、ブリジッタとよりを戻す。
アニメ版ではクヴァーシルという使い魔（フクロウ）を連れている。その後、原作でも21巻で登場した。

### 水精霊（オンディーヌ）騎士隊
レイナール
声 - 山中真尋
ルイズ達の隣のクラスの男子生徒で、眼鏡が特徴的。アルビオン戦役では輜重隊を指揮し、退却時に部隊を纏め上げたことで表彰され、実務担当として水精霊騎士隊に参加した。生真面目な性格で、宮中に勤める叔父から騎士隊の評判が低いことを聞かされ、戦力や名声を向上させる方法を模索している。騎士隊では主に作戦立案を担当しているが、近接戦も得意。
ギムリ
声 - 川野剛稔
ルイズ達と同学年の男子生徒で、ギーシュとは「きみ」と呼び合っている。性格は豪快で、逞しい体つきをしている。第1巻ではキュルケとデートの約束をするが、デート当日の晩に他のボーイフレンドとかち合い、更にキュルケが才人を誘惑する場面に出くわす。その場で問い詰めるも、キュルケの使い魔フレイムの炎撃で追い払われた。後に水精霊騎士隊に参加する。

### その他の生徒
ヴィリエ・ド・ロレーヌ
ルイズ達の同級生に当たる男子生徒。風系統の高名なメイジを輩出する家の出身で、自身も風系統のラインメイジ。入学直後に自分よりも風の魔法を自在に操るタバサにプライドを傷付けられ、決闘を持ちかけるも返り討ちに遭う。再三なる屈辱から強く根に持ち、キュルケに彼氏を取られた女子グループと共に下劣な復讐を企むが、これにも失敗して学院中に大恥を晒す。その後も魔法学院に在籍し続けているが尊大なところは変わらず、アルビオン戦役での武勇談を語るギーシュに茶々を入れていた。
ペリッソン
声 - 鈴木達央
ルイズ達の1学年上に当たる男子生徒で、学年を問わず異性からの人気者。しかし本人はキュルケに入れ込んでおり、新入生歓迎会ではキュルケをエスコートするも、直後に鼻血を吹いて卒倒した。その後は十把一絡げでキュルケのボーイフレンドとして扱われていた。いささか狭量な性格で、アルビオン戦役後、ルイズの見舞いに来たジュリオに対し、貴族ではないからと軽く見て挑発していた。
スティックス
声 - 武虎
ペリッソンと同学年の、精悍な顔立ちをした男子生徒。第1巻でキュルケとデートの約束をするが、デート当日の晩にキュルケが才人を部屋に連れ込んだのを目撃。直後に問い詰めるも逆に炎撃で追い払われ、その時負った火傷が額に残っている。アルビオン戦役ではマリコルヌと同じ戦列艦に乗り合わせる。乗艦の教導士官にアルビオン人であるボーウッドが就いていることに我慢できず、戦闘のどさくさにまぎれて謀殺しようとを企んでいたが、結局果たされずに終わる。
ケティ・ド・ラ・ロッタ
声 - 鈴木久美子
ルイズ達の1学年下の女子で、二つ名は「燠火（おきび）」。特技はお菓子作り。第1巻でギーシュに好意を寄せていたが、モンモランシーと二股を掛けられていたことを知り絶交する。才人がシュヴァリエに叙されると、主人のルイズや元彼のギーシュが近くにいるにもかかわらず、堂々と才人にビスケットを差し入れしようとしていた。更に第11巻では水精霊騎士隊のために、1〜2年の女子生徒を集めて女子援護団を結成した。
ベアトリス・イヴォンヌ・フォン・クルデンホルフ
声 - 辻あゆみ
ルイズ達の2学年下の女子生徒で、ティファニアの同級生。金髪のツインテールと碧眼が特徴の小柄な少女。クルデンホルフ大公国の姫で、空中装甲騎士団を引き連れ、トリステインの魔法学院に留学してきた。独立国の姫であることを鼻にかけており、クラスでの人気を奪ったティファニアに嫉妬し、取り巻きを使って嫌がらせを行う。ティファニアがハーフエルフと知ると、彼女を異端審問にかけようとするが、水精霊騎士隊の妨害やルイズの論破を受け、最後はティファニアの度量の広さに打ちのめされた結果、以降ティファニアと仲良くするようになる。ベアトリス自身は知らなかったが、ティファニアはアルビオン王家の血を引いているので、ベアトリスよりも家柄は上ということになる。なお大公家はトリステイン王家と親戚筋なので、2人は遠い親戚に当たる。ヴァリエール公爵家もトリステイン王家の子孫のため、ルイズとも遠い親戚になる。
取り巻きは、短いツインテールが特徴のエーコ（声 - 石松千恵美）。ポニーテールが特徴のビーコ（声 - 石川桃子）。緑色の髪が特徴のシーコ（声 - 山川琴美）の3人。
ブリジッタ
声 - 木下紗華
マリコルヌのガールフレンド。水精霊騎士隊と空中装甲騎士団との決闘の後に付き合い始めるが、直後の覗き騒動で瞬く間に破局。第16巻でよりを戻すも、マリコルヌがあまりにしつこく要求したためか言葉責めに目覚めてしまった。

### 魔法学院勤務の平民
シエスタ
声 - 堀江由衣
本作のヒロインの1人。トリステイン魔法学院で働く平民の17歳のメイド。身長は162サント、スリーサイズはB83/W60/H85で、着やせするタイプ。
やや長めのボブカットにした黒髪と瞳を持ち、少し低い鼻とそばかすがチャームポイント。
素朴で愛嬌のある顔立ち。曾祖父が才人と同じ日本人である佐々木武雄であり、日本人の血が8分の1流れている。黒い髪と瞳は曾祖父の遺伝らしい。肌のきめ細かさは、同僚のメイド仲間から「貴族のお嬢さまもかなわない」といわれるほど。トリステインの港町ラ・ロシェール近隣にあるタルブ村の出身。
曾祖父が持ち込んでタルブ村の名物料理となった「ヨシェナヴェ（寄せ鍋）」は、シエスタの得意料理である。トリスタニア繁華街にある酒場「魅惑の妖精」亭の看板娘ジェシカとは、母方の従姉妹の間柄。
第1巻でルイズに食事を抜かれた才人へ賄い料理を出したことがきっかけで、以後も彼がルイズに食事を抜かれると食事を用意するなど、甲斐甲斐しく世話をするようになる。魔法の使えない才人が貴族のギーシュとの決闘で勝利して以降は、彼に恋心を抱く。メイドの仕事柄、料理・裁縫・掃除といった家事全般は何でもこなせることから、食事やマフラーのプレゼントなど才人へのアプローチは積極的。第9巻で、才人がアンリエッタ女王からシュヴァリエに叙任されたことに伴って彼女の命令を受け、学院付きのメイドから才人専属のメイドへ配置転換された。
本来は控えめで大人しい性格だが、才人に対しては一旦思い切ると驚くほど大胆になれる。才人と混浴する、才人へのキスの際には自分から進んで舌を入れる、ルイズとの賭けで獲得した「才人を1日独占できる権利」を行使した際には裸エプロン姿で給仕を行うなど、かなりきわどい行為で才人に迫った。
貴族としてのプライドに縛られているルイズとは対照的に自分の気持ちを素直に表せるため、才人もシエスタのそんな魅力には惹かれており、第4巻では彼女にセーラー服をプレゼントしている。ルイズとは才人をめぐるライバルとしてしばしば張り合う一方、才人とルイズの絆の深さに内心では気づいており、2人の仲を半ば認めているような発言もしている。第8巻で才人が戦死したと思い込んだルイズが飛び降り自殺を図った時には、体を張ってそれを止め、2人で才人を捜しにアルビオンまで足を運んでいる。ルイズの方も、シエスタの素直な性格とプロポーションにコンプレックスと嫉妬を抱く一方、秘かに身分を超えた友情を感じており、シエスタにのみは例外的に才人の件で譲歩することもある。なお、ルイズのことは基本的に「ミス・ヴァリエール」と敬称で呼ぶが、稀に「ルイズさん」と呼ぶこともある。
第6巻で、酒を飲むと強気になる酒乱の気があることが明らかになった。
メインキャストやアニメ制作会社が同じ『灼眼のシャナII（Second）』第12話のパレードにもモブキャラクターとして登場している。
マルトー
声 - 魚建
トリステイン魔法学院アルヴィーズ食堂のコック長。気さくで豪快な平民の中年男性。魔法が使えるだけで傲慢に振る舞う貴族が大嫌い。
貴族であるギーシュとの決闘に勝利しながらそれを鼻に掛けない才人のことを気に入り、「我らの剣」と称えて親交を結ぶ。
序盤の頃はシエスタ共々、ルイズに食事を抜かれた才人を厨房に招いては、賄い料理やワインで歓待していた。さらに、使わなくなった大鍋を快く才人に譲った。後にシュヴァリエに叙された才人のことを「貴族に尻尾を振って出世した」と思い冷たい態度をとるが、それが勘違いと自らの嫉妬によるものと気付いて和解し、更に親交を深め合うようになった。
シルフィードにも時々餌をやっていたらしく、外伝では使い魔の世話を疎かにするメイジたちに対して憤りを洩らしていた。なお、マルトーへの報酬は下級貴族が及びも付かない額だという。

### 教師・関係者
オスマン
声 - 青野武、島田敏（テレビアニメ第4期『F』）
トリステイン魔法学院の学院長。年齢は100歳とも300歳とも言われ、「オールド・オスマン」「オスマン氏」などと呼ばれる。使い魔のネズミのモートソグニルを使って秘書にセクハラをするなど、一見お調子者のスケベな老人。
白い口ひげとひげ。
だが、胆は据わっており、王宮の圧力や賊の襲撃に対しても生徒の安全を守るため、時には敢然と、時に飄々と構えている。生徒を守るための責任感も強く、メンヌヴィルから見せしめの為に生徒を一名を処刑すると宣言された際には即座に「わしにしなさい」と名乗り出ている。30年程前に、ロケットランチャーを持った男にあぶないところを助けられたこちがある。
ロングビル
声 - 木村亜希子
オスマンの秘書。23歳。メイジでありながら貴族の名をなくし、酒場で働いているところをオスマンに見出された。土系統のエキスパートのメイジ。
普段はクールだが、オスマンにセクハラされる度にコミカルな表情と過激なリアクションを見せる。その正体は女泥棒フーケ。
ジャン・コルベール
声 - 鈴木琢磨
二つ名は「炎蛇」。トリステイン魔法学院の教師で、火のスクウェアメイジ。42歳、独身。禿げ上がった頭部と眼鏡をかけた冴えない外見の中年男。独身。
魔法学院の進級時、地球人の才人を召喚したルイズの召喚やり直しの要求を拒否し、才人を使い魔にするよう指示している。才人のルーンが「ガンダールヴ」のものであることをいち早く突き止めオスマンに報告した。魔法の更なる活用法を発見しようと日夜研究を続けており、またハルケギニアとは違う才人の世界の技術にも興味を持って日夜研究に励んでいる。周りからは変人扱いされているが、当人もそのことは自覚している。研究の末にエンジンを開発したり、才人の操縦を見ただけでタイガー戦車の操縦法を覚えるなど、才人からは「天才的エンジニア」と呼ばれている。研究と教育に対して強い信念を持ち、才人に対し大きな影響を与える。才人がルイズ以上に頼りにし尊敬している人物。
かつてトリステイン王国の魔法研究所実験小隊の小隊長を務め、国家が命じる様々な汚れ仕事に従事していた。「ダングルテールの虐殺」では、命令により疫病の他地域へ蔓延を防ぐ為、ダングルテール一帯を完全に焼き払ったが、後にその命令の真相（教皇から要請による新教徒の弾圧）を知って小隊を脱走し、身分を隠して魔法学院の教職に収まる。それ以来、戦いを目的にした「火」の使用を戒めていた。第6巻で小隊時代の部下メンヌヴィルが魔法学院を襲撃した際、生徒を守るため「火」を使って戦うがその戦闘の最中、ダングルテールの生き残りである銃士隊長アニエスを庇って重傷を負い、彼女の復讐を逃れるためキュルケによって死亡したということにされた。
メンヌヴィル一派との戦闘後、ゲルマニアのツェルプストー家で療養し、キュルケのバックアップを得て探検船「東方（オストラント）」号を建造する。第9巻で再びトリステインに戻り、才人たちをサポートしている。ダングルテールの虐殺時、現ロマリア教皇ヴィットーリオの母ヴィットーリアから秘宝の「炎のルビー」を手に入れ保管していたが、第13巻でヴィットーリオに返還している。
現役時代に培った戦闘技術は衰えておらず、戦闘スタイルは実戦的で戦闘時は徹底的に冷徹な手段を取るなど、ハルケギニアの貴族としてはいささか汚い部類らしい。また、前述の如く実戦部隊の小隊長、それも暗部に類する指令を担当するような精鋭部隊という経歴は伊達ではなく、剣術や体術もかなりの腕前である。
シュヴルーズ
声 - すずき紀子
二つ名は「赤土」。トリステイン魔法学院の教師で、土のトライアングルメイジ。性格は温厚だが、態度の悪い生徒には赤土の粘土で実力行使する一面もある。教師としては些か土系統に偏った授業をしたり、当直をさぼったりと少々問題があるが、著述家としては優秀らしく、学院で教材に使われている書物の幾つかは彼女の著作である。才人が貴族として認められた際、元々の身分差にこだわることなく彼を祝福した数少ない教師でもある。
ギトー
二つ名は「疾風」。トリステイン魔法学院の教師で風のスクウェアメイジ。年齢は若いが不気味な男で、いちいち気に障る物言いをする。四系統魔法の中で「風」が最も優れているという持論から、それ以外の系統のメイジを軽く見る傾向がある。第16巻でガリア王継戦役に功績を挙げた水精霊騎士隊の隊員に対し、勲章を授ける役目を果たしたが、内心では彼らの功績を妬んでいるなど、狭量な人物である。

## トリステイン王国の人々

### トリステイン王国の王族・関係者
アンリエッタ・ド・トリステイン
声 - 川澄綾子
本作のヒロインの1人。トリステイン王国の王女、後に女王に即位した、ルイズの幼馴染。水系統の魔法を扱う、17歳のトライアングルメイジ。身長は158サントで、スリーサイズはB84/W59/H85とかなりの巨乳。好きな食べ物は角羊のスープ。特技はダンス。
第2巻でルイズの幼馴染で親友として初登場し、ルイズからも主君として尊敬と敬意を持たれている。基本的には穏やかな性格であり、王族としての威厳と美しさを併せ持つ美少女だが、その実かなりのお転婆で、乗馬を嗜んだり、自ら変装して街に潜り込み潜入捜査を行ったりする他、幼いころはおもちゃなどを取り合ってルイズと毎日取っ組み合いの喧嘩を繰り広げていたという、かなりアクティブな一面を持つ。
国王亡き後は国の象徴的存在となり、多忙な日々を送っている。レコン・キスタに滅ぼされたアルビオン王国の皇太子ウェールズとは従兄妹であり相思相愛の間柄だった。だが彼が亡くなってからは、才人に惹かれ始める。
ウェールズの戦死後、レコン・キスタによる侵略を受けるも、自ら兵を率いてこれに立ち向かい、その名声を背景に女王に即位する。ウェールズを殺したレコン・キスタに対する復讐心とルイズの「虚無」の力を頼みに、アルビオン侵攻作戦を強行するが、復讐を終えても心に何も残らなかったことや、私怨のためにルイズの「虚無」を利用したこと、多くの人を死に追いやったことの罪の意識で苦しむ。レコン・キスタ絡みの事件が原因でメイジ不信に陥っており、有能な人材は身分を問わず登用するという政策を打ち立て、銃士隊長のアニエスやアルビオン戦役で大功を立てた才人にシュヴァリエの称号を与え、積極的に平民を取り立てるようになった。ルイズのことは心から信頼し、自分に無いものを持つ彼女に羨望を抱いている。第11巻でタバサ救出のため爵位を返上した才人たちの地位を復活させ、ルイズには義理の姉妹として第2の王位継承権を授けている。
ルイズたちに二度と虚無の力を争いに使わないと誓ったものの、ロマリア教皇ヴィットーリオの語るハルケギニアの平和と理想に共鳴し、ルイズたちにも協力を要請する。だが、ガリア王ジョゼフの打倒にためらうことなく「聖戦」を発動したロマリア側のやり口を目の当たりにして、失望と激しい憤りを覚える。第15巻では聖戦阻止のため、敵であるジョゼフのもとに単身で赴き、あえて彼をハルケギニア全土の大王に推戴するという奇策を提案し、ジョゼフを感嘆させるなど、女王として知謀と胆力ともに成長している様子がうかがえる。第18巻でハルケギニアの危機からわだかまりは残るものの、「大隆起」のため住む土地が無くなるという論理を優先し、ヴィットーリオへの協力を約束した。しかし、策謀に長けるヴィットーリオへの疑心は残っているようで、彼が何かを隠していることを看破している。
初登場した時、忠誠を誓うキスの意味を勘違いした才人に唇を奪われ動転してしまったが、後の第5巻では、追っ手から逃れる際には演技で自分から才人にディープキスをしている。それらに加え、恋に目がくらみウェールズの亡霊に付いていった自分を制止し、1人でアルビオンの追撃部隊に突撃して味方の撤退を成功させたことなどから、次第に才人への想いが募るようになる。普段の毅然とした態度の陰には、女王としての重責と激務に苦しむ年相応の少女としての弱さが潜んでいるが、その素顔を知るのは才人のみであり、才人を頼りにするようになる。「スレイプニィルの舞踏会」で（半ば事故という形ではあったが）才人とキスを交わしたことがきっかけとなり、才人に告白した。このためルイズとの間に微妙な緊張が生じたが、第11巻で才人が好きなのはルイズだと気づき、才人に「今後は女王の顔しか見せませぬ」という身を引くとも取れる発言をした。しかし第16巻で不本意な結婚を太后と宰相から強いられ思い悩んでいる中、偶然マジックアイテムの鏡の力で才人と出会ったのをきっかけに、彼への情熱が抑えきれなくなる。才人にキスをした後、彼の心情を的確に見抜いて密会の約束を交わす。第17巻では才人略奪の意思をルイズに対し明確にしたことで、彼女と毎日喧嘩ばかりしていた幼少時代に関係が逆戻りしたかのようであった。
マリアンヌ
声 - すずき紀子（ゼロの使い魔）、茅野愛衣（烈風の騎士姫）
トリステイン王国の大后で、アンリエッタの実母。夫である国王が崩御した後、彼女が女王として即位する道もあったが、彼女は王妃としての立場を貫き、自ら玉座に座ることは無かった。王座が空位だった頃は、家臣や国民から「女王陛下」と呼ばれていたようだが、本人は頑なに否定した様子。
第3巻では愛するウェールズを失い、愛してもいないゲルマニア皇帝の下へ嫁ごうとする娘を慰めている。しかしそれは、遠からず戦になる時勢では軍事大国のゲルマニアに居た方が娘のためだという母心でもあった。レコン・キスタの侵略を撃退した後、アンリエッタ自らが女王に即位すると隠居する。前王の喪に服し続ける一方で、政治には一切口を挟んでいない。
彼女の夫であった先代トリステイン王は、レコン・キスタとの戦争で亡くなったアルビオン王の実弟。それゆえ、ウェールズ皇太子やティファニアの父方の姻族であり、ウェールズから見れば叔母、ティファニアから見れば伯母にあたる。
『烈風の騎士姫』にも登場。当時の年齢は13歳。カリンを女と知らず、好意を寄せている。
アンリエッタに良く似ており、その美貌から大変人気があったようである。フィリップ三世の溺愛の結果か、性格もアンリエッタに負けず劣らずのお転婆かつワガママでしょっちゅうカリンを振り回し、お忍びで街にも出ていた。服と詩的センスはかなり独特。
マザリーニ
声 - 仲野裕
マリアンヌ、アンリエッタを補佐するトリステインの重臣で、先王崩御以来政務の多くを担っている。出身はトリステインではなく、ロマリア皇国の枢機卿。そのため周囲からは枢機卿の職名で呼ばれる。一方でトリステイン宰相であり、そう呼ばれることも多い。
長年トリステインを支えた重責のため、身体は痩せこけ、まだ40代だが頭髪も髭も真っ白で指も骨ばっており、年齢よりも遥かに老けて見える。
先代教皇の時代には次期教皇と目されていたが、教皇選出会議からの帰国要請を断り、王位が空席だったトリステインに残った。
このことを理由に、トリステイン乗っ取りをたくらんでいるなどのあらぬ噂が囁かれたため、民衆や貴族の人気は低く、痩せこけた外見も相まって、「鳥の骨」などと揶揄されている。
王家への忠誠心が高く、私心のない人間で、国を愛するが故にアンリエッタに諫言をすることも多い。
アルビオン戦役後は王の重責を自覚したアンリエッタの姿に満足し、彼女の相談役に退こうと考えている。

### トリステイン王国の貴族

#### ラ・ヴァリエール公爵家
エレオノール・アルベルティーヌ・ル・ブラン・ド・ラ・ブロワ・ド・ラ・ヴァリエール
声 - 井上喜久子
ルイズの長姉で、ラ・ヴァリエール公爵家の長女。27歳。父譲りの金髪に加えて長身だが、ルイズ同様胸は控えめ。普段は王都トリスタニアの王立魔法研究所の研究員として土魔法の研究に努めており、第18巻では風石調査の指揮を執った。ルイズには「姉さま」と呼ばれている。
ルイズの高慢さを拡大したような激しい気性の持ち主。大貴族の令嬢らしく身分や格式の類には厳しく、平民はもとよりシュヴァリエや勲爵士といった下級貴族にも「身分の低い」と蔑んだ物言いをする。バーガンディ伯爵と婚約していたが、その性格が仇となり伯爵から「もう限界」といわれ、婚約を破棄された。以来、ルイズや同僚に「結婚は人生の墓場」と無理やり復唱させることがある。
ルイズのことを「ちびルイズ」呼ばわりし、事ある毎に頬をつねったりしているが、ルイズを嫌っているわけではなく、母がルイズに厳しくおしおきをすると言い出したときは怯えながらも取り繕おうとした。
ルイズの使い魔である才人のことは、「人間の使い魔」という珍しい存在でありながら、何とも思っていなかった。しかし、才人とルイズのキスシーンを目撃したり、二人が才人の領地にて「同棲」しだしたことから、ルイズに対する「悪い虫」扱いするようになったが、第18巻で才人とルイズの気持ちに押し切られ、才人をルイズの婚約者と認めた。一方で、妹に先を越された事から自分に恋人がいない事を嘆いていた。その後は隙あらば才人とイチャつこうとするルイズ達に“教育”を行う。また、攫われた才人を助ける為に、アンリエッタに逆らってサハラへ行こうとしたルイズに反対しないばかりか、同行さえするようにもなった。
臆病である事が判明し、風石の暴走に怯えてド・オルニエールの才人の屋敷に竜籠持参で押しかけてきた。
カトレア・イヴェット・ラ・ボーム・ル・ブラン・ド・ラ・フォンティーヌ
声 - 山川琴美
ルイズの次姉で、ラ・ヴァリエール公爵家の次女。24歳。ルイズ同様、桃色がかったブロンドの持ち主で、その外見は巨乳を除き、妹の面差しを穏やかに、女性らしく成熟させたものと描かれている。性格はルイズと違っておっとりとしていて優しく、傷付いた動物を発見しては拾って手当てをしているため、彼女の馬車や部屋の中は動物園と化している。
ルイズにとって憧れの存在であり、「ちいねえさま」と呼ばれ慕われている。非常に勘が鋭く、才人が異世界人であることもいち早く看破した。公爵家の中で唯一ルイズと才人の互いの想いを見抜き、しかも両者の仲を応援するなど、ルイズや才人の良き理解者でもある。貴族の生まれでありながら身分を気にしない寛大な人物でもあり、タバサ救出後に公爵家を訪れた才人が、地球や母親のことを思い出して泣き出した時には、「お姉さんになってあげる」といって慰めている。
原因不明の奇病を患っていて身体が弱く、子供の頃からラ・ヴァリエールの領地を一歩も出たことはない。魔法は使えるのだが、その力を使用すると彼女の身体に大きな負担を与えてしまう。才人が聖地から戻ってくる際、カトレアの事を聞いたルクシャナからビダーシャルが作った薬を渡され、それによって病状が回復した。
名目上ではあるが、彼女は父親であるラ・ヴァリエール公爵より領地を分け与えられており、彼女のみ名字が違う。そのため、厳密に言えば彼女はラ・フォンティーヌ家の当主である。これは公爵が病弱で家を出られないカトレアを不憫に思った結果である。
ラ・ヴァリエール公爵
声 - 斉藤次郎
ルイズの父親で、ラ・ヴァリエール公爵家の当主。使用系統は水。年齢は50すぎ。白くなりかかった金髪に口髭をはやし、左目にモノクルをはめ、威厳に満ちた男性。公爵家の始祖はトリステイン王の庶子であるため、王家とは血縁関係にある。ゲルマニアとの国境に面するその領地は広大で、領境から屋敷まで馬車で半日も掛かるほど。冷静な戦略眼の持ち主で、アンリエッタのアルビオン侵攻を無謀と判断して自領からの諸侯軍派兵を渋り、代わりに軍役免除税を王室に支払っている。
自分の娘たちにも厳しく、ルイズがアルビオン侵攻に従軍すると宣言した時には王命に反してでも謹慎させようとした。もっともカリーヌ公爵夫人に言わせると「厳しいのは表面だけで、娘には甘い」らしく、実際にルイズに対しては「私の小さなルイズ」と呼び、並ならぬ愛情を注いでいる。アンリエッタがルイズを義妹にすると言った時、ルイズに危険が及ぶなら王家に杖を向ける（=反逆し、戦うことも辞さない）とまで言い切っている。また自分の目前でルイズを押し倒した才人に対しては「打ち首と1か月の晒し首」を宣告し、才人がシュヴァリエとなって再会した折には「訓練」という名の制裁を加えている。結婚の申し出に来た際も才人を死ぬほど打ちのめしたが、エレオノールとカトレアに説き伏せられて承諾した。結婚式には騎士隊時代の仲間と三人で共に酔いつぶれていた。
彼とカリーヌの騎士隊時代の三人の仲間の存在、金髪でモノクル、名門貴族、水魔法の使い手という共通の特徴を持ち、『烈風の騎士姫』に登場するサンドリオンとは同一人物であることが示唆されており、サンドリオンのキャラクターデザインにも顔が載っているが、本編でそれが明示されることはなかった。
カリーヌ・デジレ・ド・マイヤール
声 - 竹村叔子
ルイズの母親で、ラ・ヴァリエール公爵夫人。ルイズとカトレア同様の桃色がかったブロンドの持ち主。目付きの鋭い高飛車なオーラが漂う人物で、長年人を率いて命令し、傅かれてきた故の威厳と貫禄に満ちている。普段は夫である公爵を立てているが、ヴァリエール公爵家で彼女に逆らえるものは誰もいない。
風系統のスクウェアメイジで、公爵家に嫁ぐ前（30年前）はマンティコア隊隊長「烈風カリン」として、顔の下半分を仮面で覆った姿で数多くの武勲を立て、トリステイン国内で広く知られている。一方でヴァリエール公爵家に嫁いだ事実はあまり流布していない。トリステイン女王アンリエッタですら第11巻までその事実を知らなかった。
規則・規律を重んじる性格で規則違反を極度に嫌う。マンティコア隊隊長時代の隊のモットーは「鋼鉄の規律」であった。才人は彼女のことを「厳しいという言葉をよくこねて、鋳型に納め、恐怖という炎で焼き固めた騎士人形」と評している。
マンティコア隊の現在の隊長ド・ゼッサールは彼女と面識があるようで、ルイズの容姿を「目元が母上に似ていらっしゃる」と評している（実際に「烈風の騎士姫」での彼女はルイズに瓜二つ）。
『烈風の騎士姫』のヒロイン。詳細は後述。

#### トリステイン王国の軍人
ジャン・ジャック・フランシス・ド・ワルド
声 - 志村知幸、鈴木達央（青年時代）
二つ名は「閃光」。風系統のスクウェアメイジで強力な風の魔法を操る。
ラ・ヴァリエール公爵領の隣に土地を持つ子爵家の当主で、年齢は26歳。羽帽子と口髭が凛々しい長髪の美男子だが26歳にしては少々老けている。身長184サント。杖はレイピアの形状をした鉄拵えとなっており、これを用いて剣術・体術と詠唱を組み合わせた魔法衛士隊独自の格闘術で戦う。得意魔法は「風の偏在（ユビキタス）」で、複数人に分身する事ができる。
第2巻では未熟ながらもガンダールヴの力を発揮した才人と手合わせをして、彼を圧倒している。また今のところ、ガンダールヴの能力を使用できなくなるまでに才人を追い込んだ唯一の人物でもある。作中ではグリフォンと風竜に乗っており、本人の発言によると「ハルケギニアの幻獣で操れないものはない」とのこと。
親同士が冗談交じりに決めたルイズの許婚で、幼少のルイズにとって「理想の王子さま」だった。10年前に父が戦死した後は領地を家臣に任せ、魔法衛士隊の見習いに入る。努力の末、トリステイン王国に3つある魔法衛士隊の1つ「グリフォン隊」の隊長に栄達し、宰相マザリーニ枢機卿の信頼も得るに至った。しかしいつしか「聖地」と「力」を渇望するようになり、秘かに聖地回復を唱えるレコン・キスタに通じていた。第2巻では、アンリエッタ王女の依頼でアルビオン王子ウェールズのもとに向かうことになったルイズの前に現れ、彼女たちに同行する。才人がガンダールヴであることを見抜き、主人のルイズが「虚無」の担い手であることにいち早く気づいていた。道中ルイズに熱心にアプローチするが、それは彼女の虚無の力を欲したからでもあった。アルビオンでルイズと結婚式を挙げるが、式の途中でルイズが拒絶したため逆上、同席していたウェールズ王子を殺害してルイズも殺そうとしたが、救援に駆けつけた才人がガンダールヴの真価を発揮したことで、左腕を斬り落とされた。
その後はレコン・キスタの神聖アルビオン共和国に正式に身を投じる。トリステインとの戦争開始後は、フーケと共にクロムウェルの命令を受け、タルブ降下作戦やトリステイン魔法学院制圧作戦などに参加する。
彼が肌身離さず持っているペンダントには、彼の母親の肖像が入っている。普段はクールを装っているが、聖地や虚無に関わる事になると、焦りや苛立ちが現れ言動に余裕がなくなるなど、卓越した魔法や剣の実力に比べ、人間的に弱いところがある。もっともフーケにはそうした彼の弱さもまんざらでもなく思われているらしい。
第7巻でレコン・キスタが敗北した後は、いくつかの伏線を残したまま姿を消していたが、第18巻にて亡き母が知ってしまったという秘密について独自に調査していたことが明らかになる。第19巻では教皇から才人とティファニアの救出（難しい場合は殺害）を要請される。その後、エウメネスで火石の爆発を防ぐ為に戦う才人のピンチに駆けつけ多数のエルフ達を相手に囮を引き受ける。左腕のハンデを感じさせぬほど戦闘力が向上しており、「風の偏在」も五人から八人まで出せるようになっている。才人とは全てが終わったら左腕の礼（決闘）をするつもりらしい。しかし、最後の最後で才人がガンダールヴの力を失ったため、ガンダールヴでないならば意味が無いと言い捨ててフーケと共にいずこかへと去った。
アニエス・シュヴァリエ・ド・ミラン
声 - 根谷美智子
トリステイン銃士隊隊長でアンリエッタ女王の腹心をつとめる23歳の女性。魔法の使えない平民であったが、メイジ以外の部下を求めるアンリエッタによりシュヴァリエの称号を与えられ貴族となる。
「メイジ殺し」として知られるほどの剣と銃の使い手であり、人柄は「鉄の塊」と評されるほど剛毅で苛烈。スタミナや反射神経などの身体能力は人間離れしたレベルな上に、どんな困難や苦渋にも屈さない強靭的な精神力を持つ。第8巻では、才人に剣の稽古をつけ、手加減無しにしごいたことや、彼に「犬発言」をしたことから、才人にSと評されている。自らを「陛下の剣」と見なし、アンリエッタ女王の護衛を絶対の任務と心がけ、彼女からの命令を遂行するためには一切の私情を交えない。第10巻では脱獄したルイズたちの捕縛に戦いも辞さない構えを見せた。一方で任務以外の時には、才人やルイズをからかって楽しむなど、親しみやすい一面ものぞかせている。またガンダールヴの力を失った才人がルイズとの再会を避けた時、才人にとってルイズは「命を捨てても守りたい女性」であり、ガンダールヴだからでなく才人自身がそう望んでいることを気づかせるなど、年長者として親身に助言を行っている。なお、戦闘に関してはずば抜けたセンスと並外れた実力の持ち主だが、その一方で実は書類整理などの事務作業は非常に苦手で、部下に押し付けている事が多い。
新教徒が住むアングル地方（ダングルテール）の出身で、彼女も新教徒である。「ダングルテールの虐殺」時には、現ロマリア教皇ヴィットーリオの母親ヴィットーリアと虐殺を実行した実験小隊の隊長（=コルベール）によって命を救われたという過去を持ち、今の地位に上り詰めたのも復讐のためであった。第5巻では、虐殺の首謀者リッシュモンが贈賄とレコン・キスタ内通の罪状で逃亡を図った時、彼を殺害している。第6巻でトリステイン魔法学院が襲撃された際、コルベールが虐殺の隊長だったことを知るが、その直後に彼がアニエスの身代わりとなって重傷を負い死んだとされたことから、一時期心の空洞を持て余す。第10巻で彼と再会し、長年の復讐に対して重大な決心を行う。第15巻ではタバサに対して復讐の連鎖に囚われることの愚かさを説いている。
ド・ゼッサール
トリステイン魔法衛士隊マンティコア隊隊長。ごつい体躯と厳めしい髭面に、人の良い性格を併せ持つ。
ルイズの母カリーヌとは、「ヴァリエール公爵夫人」として面識がある。また、「烈風カリン」とは「前任と後任」の間柄であるが、両者が同一人物であることを知りえているのかは不明。
初登場は第3巻だが、第5巻までは単に「隊長」と表記された。第17巻では全魔法衛士隊の隊長に就任している。
ド・ポワチエ
トリステイン・ゲルマニア連合軍の総司令官。トリステインの軍隊における階級は大将。そこそこの実力はあるものの、名将というには程遠い人物。アルビオン戦役ではアニエスなど自分の元帥昇進のライバルを味方の布陣から遠ざけている。
ルイズの「虚無」の力に助けられながらアルビオン侵攻に連戦連勝し、サウスゴータ占領に成功する。首都攻略を前に元帥昇進が内定したが、シェフィールドによって誘導された反乱兵の銃撃を浴び、前祝に贈られた新品の元帥杖と共に戦死した。
ウィンプフェン
トリステイン・ゲルマニア連合軍の参謀総長。アルビオン戦役での作戦時には常に慎重論を唱えている。シェフィールドによって誘導されたサウスゴータでの味方部隊の反乱によってド・ポワチエ総司令官・ハルデンベルグ侯爵が戦死したため、臨時に連合軍残存部隊の指揮を執ることになる。
本国に撤退許可を打診するも、自らが抗命罪で処刑されることを恐れて保身に走り、前倒しで撤退準備を進めなかった。時間稼ぎのため、ルイズに虚無の魔法でアルビオン軍追撃の足止めを命じる。その命令は「降服も撤退も認めない」というものであり、ルイズを捨て駒とするものであった。撤退後の処遇は不明。
アニメでは登場せず、アンリエッタの命を助けるため、マザリーニ枢機卿がルイズにアルビオン軍の足止めを懇願するという設定になっている。
ルネ・フォンク
トリステインの下級貴族の出身で、金髪と小太りの体型が特徴的な17歳の少年。見習いから急遽格上げされてアルビオン侵攻戦に参加した竜騎士で、似たような境遇の少年騎士達が集まった竜騎士隊第2中隊（10頭規模）の隊長。
貴族として任務と名誉のためには命を落とすことも厭わないが、空を飛ぶ仲間に上下は無いと、才人と対等に付き合い、アルビオンでの駐留時には隊の仲間や才人と飲んだくれてルイズを苛立たせていた。戦闘中に騎竜ヴィルカンごと深手を負って撃墜されるも偶然ティファニアに救われ、中隊の仲間と共に奇跡の生還を果たす。戦争後は新たに風竜リュストーを得て、首都警護竜騎士連隊に所属。年頃の少年らしく地はそれなりに陽気で下品だが、故郷には恋人が居るらしい。
ミシェル
声 - 石松千恵美
アニメオリジナルキャラクターで第2期に登場。アニエス率いるトリステイン銃士隊の副隊長であり、彼女の右腕的存在。その生真面目ぶりや勇ましさも彼女と並ぶほどである。
リッシュモンの策略により父を自殺に追い込まれ、母もその衝撃のために亡くしている。両親の仇がリッシュモンであることを知らず、彼に唆されて王族に恨みを抱いていた。第5話では水のルビーと風のルビーを盗み、その罪をカトレアに被せようと目論むが、皆の機転にボロを出して逮捕される。

#### その他のトリステイン貴族
デムリ
トリステイン王国の財務卿として国庫を管理する人物。気配りに富んだ人物である。前線のド・ポワチエに元帥杖を送ったり、一度は売却するようアンリエッタから渡された「風のルビー」を手元に残しておくなど、粋な計らいを度々行っている。
バーガンディ伯爵
声 - 鈴木琢磨
第6巻に名前だけ出てきた貴族。エレオノールの婚約者だったが、「もう限界」と言い残し、彼女との婚約を解消した。
チュレンヌ
声 - 魚建
トリスタニア貴族で徴税官を務めている。徴税官の地位をかさに着てトリスタニアの店にたかって回っている。女癖も悪いため、町の者は誰も寄り付きたがらない。アンリエッタ女王の任務でウェイトレスに扮していたルイズを散々に扱き下ろしたが、激怒した彼女に王宮の書状を見せられるや即座に恐れをなし、部下共々徴税全てを置いて退散した。
リッシュモン
声 - 麦人
トリステインの貴族で、王国の司法権を担う「高等法院」の長。30年に渡って王家に仕える政治家で、即位間もないアンリエッタ女王も信頼を寄せていた。しかし実際は、自らの職権を乱用して賄賂を貪欲に集め、莫大な財を成した強欲な男であった。その上用心深い性格で、悪事の証拠を決して残さないというしたたかさを持つ。
ロマリアからの要請で「ダングルテールの虐殺」を首謀し、レコン・キスタと通じてアンリエッタ誘拐に協力するなど、賄賂を貰う相手は国内の人間に留まらない。また、出世の道は他者の地位の強奪の連続であり、アニメではミシェルの両親を謀殺した。自分以外の人間は、利用するための道具としてしか見ていない。真実を知ったアンリエッタにより罠にかけられ罷免された。逃亡中、「ダングルテールの虐殺」の生き残りであるアニエスに待ち伏せされ、彼女に火炎魔法を浴びせるが、それをものともせず突貫してきた彼女の剣に貫かれ死亡する。
ゴンドラン
トリステイン王立魔法研究所（アカデミー）の評議会議長。エレオノールの上司にあたる。銀髪で整った口ひげをした老紳士だが、覇気が感じられない顔立ちと気弱そうな性格から、人に与える印象を薄いものにしている。「灰色卿」という偽名を使い、平民から貴族に成り上がった才人をこころよく思わない貴族たちを集め、「元素の兄弟」に才人の暗殺を依頼する。
ジュール・ド・モット
声 - 松本保典
アニメオリジナルキャラクターで第1期第4話に登場。二つ名は「波濤」。好色な中年貴族で、王宮の勅使としてトリステイン魔法学院を訪れては、平民の若く美しい娘に目を着けると自分の屋敷に買い入れ、夜の相手込みのメイドとして雇っている。
自身のメイドに就いたばかりのシエスタを湯浴みさせ、その身体を味わおうと目論む。水のトライアングルメイジとして魔法にも長けており、シエスタ奪還に乗り込んできた才人を軽く翻弄した。大の書物マニアであり、結局はキュルケが献上したツェルプストー家秘蔵の書物に気を良くしてシエスタと才人を解放した。最終話ではルイズ達の勲章授与シーンの背景にも登場している。

### トリステイン王国の平民
ジェシカ
声 - 樋口あかり
王都トリスタニアのチクトンネ街にある大衆酒場兼宿場「魅惑の妖精」亭の看板娘。16歳。シエスタの母方の従妹。その為に自身にも日本人の血が流れている。黒い瞳と尻まで届く長い黒髪を持つ。常に頭に白いナプキンを巻き、緑の服を着用している。スリーサイズは不明だが胸はシエスタよりも巨乳でグラマラスである事が分かる。顔は太い眉毛が特徴で原作の描写によると「ルイズやアンリエッタほどの美人ではないが、頑張って口説けば何とかなるかも」というレベルだが、逆にその親しみやすさとグラマラスなプロポーションを活かし、店に来る男性客を魅了することに長けている。第5巻で行われたチップレース（ウェイトレスが男性客から貰ったチップ額を競うレース）では実質トップだった。
控えめなシエスタとは対照的に、快活かつ外交的で、竹を割ったようなさっぱりした気性の持ち主。好奇心も旺盛なため、第5巻では「魅惑の妖精」亭で働くことになった才人へ客商売で培った技術を使い、才人の手を掴み自身の巨乳を才人に触らせ、ルイズの事を聞き出そうとした。才人がシエスタの想い人であることを知り、何かと彼女に協力している。第12巻では貰い物の粗悪な惚れ薬をシエスタに手渡すが、これがトリステイン魔法学院で大騒動を引き起こすことになる。
スカロン
声 - 後藤哲夫
ジェシカの父で「魅惑の妖精」亭の店長。ボディービルダー級の体格でありながらオネエ言葉で喋り、肌にピチピチの衣装とクネクネした物腰で振る舞うオカマである。娘のジェシカによると、オカマとなった理由は「死んだ妻の分も娘を可愛がるよう努力した結果」であるらしい。ところが、本当に男好きになってしまった模様。口癖は「トレビア〜ン!」で、店の従業員には「ミ・マドモワゼル」と呼ばせている。
長年に渡って店を経営しており、故に人を見る目は一流。ルイズが貴族であると見抜きながら、何も詮索せずに雇ったりするなど、内面は男らしい。後に才人に嫉妬する貴族がいることをルイズへ助言し、シエスタを雇い続けなければいけないことを諭す。
ニコラ
トリステイン王軍に雇われた傭兵。日焼けした肌を持つ中年の小男で、所属はド・ヴィヌイーユ独立銃歩兵大隊第2鉄砲中隊。直属の上司に当たる中隊長が戦争前に脱走したため、士官教育を受けて急遽後任の中隊長に配属されたギーシュの中隊付軍曹（事実上の副官）に就任する。サウスゴータ攻略戦ではギーシュを補佐し、サウスゴータ一番槍というギーシュの武勲の貢献者となる。
ジュリアン
戦列艦「レドウタブール」号に勤務する少年兵（ボーイ）。シエスタの弟で、14〜15歳の黒髪の少年。同じ船へ乗り込んだマリコルヌにシエスタの近況を尋ねるが、マリコルヌは彼女の名前を知らなかったため、空振りに終わる。
佐々木 武雄（ささき たけお）
故人。本編の約60年前にハルケギニアへ漂着した地球人で、シエスタとジェシカの曾祖父に当たる。大日本帝国海軍の士官で、階級は海軍少尉。零戦で飛行中、地球とハルケギニアを繋ぐ「虚無」によってハルケギニアへ迷い込み、タルブ村付近へ燃料切れで不時着した。元の世界へ帰還する方法が見つからず、結局その後の生涯をハルケギニアで過ごすことになる。
零戦を「竜の羽衣」として終生大事に扱っていたために村人からは変人扱いされていたが、働き者として村に貢献し、結婚して子孫を残すまでに至る。自らの出自や故郷については最期まで語らず、死ぬ間際に自らの墓石（和型）へ「これを読めた者に『竜の羽衣』を譲る」と日本語で刻んでいた。(尚、佐々木氏は太平洋戦争中実在した人物であるが、実際は大日本帝国陸軍所属であった ※詳しくはこちら→佐々木武雄)

## ロマリア連合皇国の人々

### ロマリア教皇・関係者
聖エイジス32世（ヴィットーリオ・セレヴァレ）
声 - 立花慎之介
ロマリア皇国の支配者およびハルケギニア全土の神官と寺院の最高権威者である教皇。形式上の地位はハルケギニアの各国王よりも高い。虚無の担い手の1人で「移動」を司る。第15巻時点で判明している呪文は「世界扉（ワールド・ドア）」「記録（リコード）」「名称不明の地球を覗き見る呪文」。戦闘能力はないが、地球とハルケギニアを繋げる力を持つ。
20歳前後という異例の若さで教皇に選ばれる。即位後は清貧を重んじ、貧民の救済と腐敗する神官や寺院組織の改革に力を注ぐ。とてつもない美貌の持ち主。身分の別なく柔らかい物腰で人に接することから、ロマリア市民の絶大な尊敬を集める。その一方、改革を心よく思わない保守派の反発も強く、彼らからは揶揄を込めて「新教徒教皇」と呼ばれている。
幼い頃から虚無の力に目覚めていたが、その力を恐れた母親ヴィットーリアは秘宝「炎のルビー」を奪って逃亡し、新教徒に改宗している。そのため異端者の息子という後ろ指を指されぬよう、肉親の情を捨て、ひたすら信仰の道に励んだという過去を持つ。自分を捨てた母親のことを「信仰を誤り、運命からも逃げた弱い方だった」とし、コルベールに殺されたことについても「神の裁き」の結果だと言っている。
争いの絶えぬハルケギニアの現状を憂え、平和を望んでいるが、「強大な力と信仰の拠り所があってこそ平和は保たれる」という考えから、「始祖の虚無」とそれを目覚めさせるために必要な「四つの四」を欲し、エルフから聖地を奪還することを目論んでいる。大変な謀略家で、密偵団から得られた情報をもとに相手の心理を読み切って、常に二手三手先を打っている。目的のためなら人の命も心情も駒扱いする非情な一面もあり、トリステイン王国のアンリエッタ女王やガリア王国のシャルロット女王からは内心で反感を持たれている。一方で、地球の技術力が自分たちを上回っている事を知りながらも虚無を用いれば地球の軍に勝てると信じ込んでおり、発見した核兵器も平気で使おうとするなど、若さとあくまで寺院組織の長故の軍略面での甘さも見られる（核を用いる事で核で報復される事を一切考慮に入れていない等）。
その真意は来るべき天変地異によるハルケギニアの崩壊から民を守ることにあり、全てはハルケギニアの未来の為「聖地にある魔法装置を使う」という「真実」を明かしアンリエッタとシャルロットの協力を取り付ける。しかし、その真実も欺瞞にすぎず、聖地には崩壊を防ぐための魔法装置などは存在しないということを隠している。聖地にたどり着いた事でゲートによって地球を見せて地球侵略こそがブリミルが成そうとした最終目的である事を明かし、ルイズを言葉巧みに誘導して地球侵略を成し遂げようとしたが最後の最後でルイズが自らガンダールヴの剣に貫かれる事で虚無が消え去り、全てが潰えた事を悟って失意の内に聖地から身を投げた。しかし、教皇の座を降ろされたものの死んではおらず、罪の清算として才人に地球へのゲートを開ける始祖の円鏡を届けた。
行動原理は一貫してハルケギニア救済のためであり善の人物であると言えるものの地球侵略が成就しなくなった途端に無責任にも自ら命を絶つことを選んでおり、ハルケギニアの救済などもあくまで自分の野心を満たす手段とその結果であるに過ぎず、本質的には自らの信仰心そのものを満たすことが目的であったともされる。
ジュリオ・チェザーレ
声 - 平川大輔
ロマリアの神官で職位は助祭枢機卿。教皇ヴィットーリオの側近で聖歌隊の指揮者も務める。正体は幻獣を操る虚無の使い魔「神の右手・ヴィンダールヴ」。もとは捨て子で、ヴィットーリオの使い魔となる前は、ロマリアの孤児院で育ち、孤児達のガキ大将だった。ジュリオ・チェザーレという名前は孤児時代に付けられたあだ名で、大昔のロマリアの大王にちなんだもの。左目は鳶色、右目は碧色という「月目」の美少年。変声術が得意。美貌に加えてユーモアのある仕草や話術から女性に非常にモテているが、気障な言動から才人をはじめ多くの男性に嫌われている。教皇の使い魔でありながら、悪ふざけが過ぎることから、他の神官たちも手を焼いている模様。
第7巻でロマリアの義勇軍としてアルビオン戦役に参加し、ヴィンダールヴの能力を生かして第3竜騎士中隊隊長となる。風竜アズーロを自由自在に操り、ルイズを驚かせた。トリステイン・ゲルマニア連合軍撤退時には、レコン・キスタの軍に立ち向かう才人からルイズを船に乗せるよう託されている。第13巻では、余興と称して才人たち水精霊騎士隊と聖堂騎士団を戦わせるなど、人騒がせなところを見せた。
ヴィットーリオ同様、目的のためには手段を選ばない面がある。才人が地球に帰る決心をしたなら、ヴィットーリオの命令通り即座に彼を射殺し、新たなガンダールヴをルイズに召喚させるつもりであった（第14巻）。ジョゼフが倒れた後はタバサが才人に恋心を抱いていることを利用し、彼女をガリア女王に擁立することに成功する（第15巻）。そして新たな虚無の担い手候補であるタバサの双子の妹ジョゼットに接触（第16巻）し、彼女の自分への恋心を利用し、タバサと入れ替えた（第17巻）。これらの事は、全てはハルケギニアの未来の為であり、常に良心の呵責を感じていた。その事を才人に突かれると激昂して孤児達のガキ大将時代に戻ったかのような口調になり、才人と素手での殴り合いを演じた。真実を明かした後は一応才人と和解する（第18巻）。腕っぷしはなかなかの物であり、素手同士とは言え歴戦の勇者である才人と引き分けた程である。最終巻では聖地に単身乗り込んできた才人の最後の敵として初めてヴィンダールヴの力を使い、アズーロを駆って戦うも、才人の隠し持っていた拳銃によって敗北。しかし、虚無が消え去り、精霊石の破壊を成し遂げた才人とルイズをヴィンダールヴの力を失いながらもアズーロでちゃっかり助けに来るというおいしい役を持っていった。その後、才人とルイズの結婚式で神父を務める。
基本的にはヴィットーリオの意思を受けて動いてはいるが、アニメ版では才人とルイズには若干の興味を抱いており、才人がリーヴスラシルの力を得た後は、力の使いすぎで命を落とす事を本気で心配している。また、才人に本音を隠し切れなくなり、更に殴り合いまでをも演じて以降は、彼との間にある種の信頼関係を築いている。登場初期の段階から、才人がルイズの為に7万の軍勢にただ1人で攻撃を仕掛けたり、または折角のチャンスを見送って元居た世界に帰らなかった事に関しては事前に予想しており、かなり早い段階から才人の事を深く理解していた。第20巻ではジョゼットの愛情によって「再召喚」され、虚無の使い魔「神の頭脳・ミョズニトニルン」となる。

### ロマリア皇国の軍人
カルロ・クリスティアーノ・トロンボンティーノ
アリエステ修道会付き聖堂騎士隊隊長。ガンダールヴの力を発揮した才人の一撃を受け止めるほどの実力を持つが、最終的には才人に杖を両断され、力の差を見せ付けられた。
第14巻の対ヨルムンガルト戦ではルイズの護衛に就いていたが、ヨルムンガントにルイズの「爆発」が効かないと分かると、任務を放り出して一目散に逃げ出した。才人達によってヨルムンガントが全滅すると、自分たちの手柄のように勝ちどきをあげていた。

### 過去の人物
大王ジュリオ・チェーザレ
かつてロマリアの全盛期を築いた大王。ジュリオの偽名は彼から取られる。
名前の元ネタはシーザーのイタリア語読みであるジュリオ・チェーザレから。

## ガリア王国の人々

### ガリア王国の王族・関係者
ジョゼフ1世
声 - 小杉十郎太
ガリア王国の国王。45歳だが、30歳前後に見える美貌と逞しい肉体の持ち主で、青い髪と髭が特徴的である。幼少時から魔法の才能に乏しく、父母や臣下に軽んじられていた。即位後も政治を顧みず、チェスの一人遊びや庭園造営、人形を用いた戦争ごっこに興じるなど、「無能王」として国内外に知られている。
性格は非常に気分屋で皮肉屋。国家間の戦争や謀略ですらただの遊びとして楽しんでいる。衝動的に愛人を殺したり庭園を燃やすなどの破壊的な面や、自己を確認するために世界を滅ぼすのも辞さないなどの狂気に満ちた面がある。一方で見下していた相手を素直に評価するなど、柔軟な頭の持ち主でもある。相手に侮辱されたり見下されたりしても超然とした態度をとり、逆に皮肉を口にしてやり込めている。
実は虚無の魔法の「担い手」の1人である。使用できる魔法は「加速」と「爆発」で「爆発」はルイズから盗み使用した。政治の面でも「無能王」の外見とは裏腹に、エルフと内密に手を結んだり、使い魔ミョズニトニルンことシェフィールドを使って、クロムウェルとレコン・キスタを裏から操り、アルビオン・トリステイン・ゲルマニアの国々を翻弄するなど大変な鬼謀の持ち主で、その手腕は他国の王や皇帝の追随を許さない。虚無の魔法をただ使うだけではなく「爆発」を完全にコントロールしてエルフの精霊魔法を利用するなど、応用力や発想力も高い。
魔法の天才だった弟オルレアン公シャルルに長年劣等感を抱いていた。父王から次期国王に指名された時、シャルルから素直に祝福されたことで、劣等感が憎しみに転じ、ついに彼を殺害してしまう。しかし同時にそのことを深く後悔しており、それが彼の原動力になっていた。第15巻でロマリア教皇の虚無の魔法「記録」により弟の本心を知りその憎しみが氷解、シャルルの娘であるタバサに王冠を譲り謝罪した後、彼を愛する使い魔シェフィールドによって胸を貫かれて絶命した。
アニメ4期Fでは、船内でサイトと戦い高速魔法で有利な状況であったが、ルイズのエクスプロージョン魔法とタバサのアイスアロー魔法によって、形勢は逆転されタバサの魔法で深手を負ってしまう。そして、シェフィールドと共に火石の爆発により、戦死する。
シェフィールド
声 - 勝生真沙子
神聖アルビオン共和国皇帝クロムウェルの秘書。額にルーンが刻まれた黒髪の女性でローブを身にまとう。正体はジョゼフの虚無の使い魔で、あらゆる魔道具（マジック・アイテム）を操る「神の頭脳・ミョズニトニルン」。虚無の力を求めるジョゼフの命を受け暗躍し、ルイズたちの前にも幾度となく立ちふさがる。
ジョゼフを敬愛していたが、第14巻で才人の前に敗北を喫した際、ルイズと才人の間に強い絆が存在するのに対し、自分とジョゼフの間には絆がないということに気付く。第15巻でジョゼフを刺殺した後「火石」を爆発させ、彼と心中した。
アニメ4期Fでは、タバサの魔法で深手を負ったジョゼフと共に「火石」を爆発させ、彼と心中した。
シェフィールドは偽名であり本名は不明。「東方（ロバ・アル・カリイエ）」の神官の家の生まれらしい。
モリエール夫人
ガリア王宮に伺候する貴婦人でジョゼフの愛人。ジョゼフの戯れでガリア花壇騎士団の団長に任命される。ジョゼフとの付き合いは大抵子供の遊び相手レベルだが、彼の寝室で夜を共にすることもある。ジョゼフの美貌を愛しているが、内面に関しては政争の果てに心を病んだ可哀想な人であると思っている。
子供っぽい王の狂気じみた影に慄いてもいる。第13巻でジョゼフに告白したが、「自分を愛する者を殺せば心が痛むはずだ」という理由で殺される。
イザベラ
外伝『タバサの冒険』で登場するガリア王国の王女。ジョゼフの娘。王家の特徴である青い髪と美貌を持つが、所作や人格は王族が持つべき高貴さからは程遠い。
陰険かつ酷薄な性格に加え、いつ寝首を掻かれるかわからないという恐怖心から、お付きの侍女や衛士に傲慢なヒステリー娘として恐れられている。父であるジョゼフに退屈しのぎとして公職を求めた結果、「ガリア北花壇騎士団」の団長の地位を与えられた。本人はこの事が不満であり、互いに顔も知らない団員達を呼びつけては、大小さまざまな汚れ仕事を命令する。
王族であるにもかかわらず魔法の才能に乏しく、若くしてトライアングルメイジとなった従妹のシャルロット（タバサ）に対してはとりわけ強烈なコンプレックスを抱いている。
タバサのことを実名で呼ばず「人形七号」と呼び、しばしば命の危険を伴う任務を申しつけているなど、彼女への非道な仕打ちは日常化しているが、それが自分の人望をますます貶め、恨まれる原因となっていることには気付いていないが、その一方でシャルロットを除く北花壇騎士団のメンバーにはそこそこ人望があるらしい。
本編では第15巻が初登場。ロマリアの聖戦発動とガリアでの反乱発生の知らせを聞き、旅行先のアルビオンから急遽帰国し、父王ジョゼフを難詰するが、その狂気に恐怖を覚え、逃げ出すようにして立ち去っている。ジョゼフの死後、修道院に隠れていたところを捕らえられるが、シャルロット女王と叔母であるオルレアン公夫人に許される。出家の道を考えるも、シャルロット女王の許しが出なかったため彼女に仕えることになる。シャルロットと和解した後は、私的な場では彼女を昔のようにミドルネームの「エレーヌ」で呼ぶようになっている。現在はシャルロットの王位を盤石なものにすることを誓い、配下の北花壇騎士団に命じてロマリアの動きを監視する。シャルロットを偽者とすり替えたロマリアの陰謀に気付き、才人たちに父の非道を謝罪するとともに、協力することを約束し、第18巻においては教皇の使者として秘密裏に接触してきたジュリオの申し出を受け、ロマリアと接触を図っている。
オルレアン公シャルル
故人。ジョゼフの弟でタバサの父。12歳でスクウェアクラスに達した天才的なメイジであり、またチェスの腕前も、ジョゼフと唯一互角に戦えるほどの指し手であった。
才能に恵まれながらも魔法に恵まれない兄のジョゼフを励ますなど高潔で思いやりのある人柄で、宮中の人々の多くに慕われ、次期国王と目されていた。
父王が自分ではなくジョゼフを次期国王に指名した時も、兄を祝福し一緒に国を支えることを誓っている。このことがかえってジョゼフの劣等感を刺激し憎しみを生むことになり、狩猟の時にジョゼフの放った毒矢により暗殺された。
第15巻でロマリア教皇が使った虚無の魔法「記録」により、実際にはただ一人兄ジョゼフの実力を理解していた事から周囲に理解されない劣等感に苦しみ、兄を追い落として王位を得るべく血の滲むような努力を重ねて能力を高めていたことや、裏金を使って家臣を味方に付けていたこと、ジョゼフに王位が決まった際は嫉妬心を押し殺して必死に演技していたことが判明した。
オルレアン公夫人
声 - 土井美加
シャルロット（タバサ）とジョゼットの母。エルフの薬で心を壊していたが、第16巻で心を取り戻す。
ジョゼット
シャルロット（タバサ）の双子の妹。ジュリオと同じ孤児院育ちで彼のことを「竜のお兄様」と呼ぶ。ガリアにおいて双子は忌むべきものとされていたため、生まれてすぐに孤児院に預けられており、自分の出自についてはジュリオから真相を告げられるまで何も知らなかった。
第17巻でジュリオへの恋心を利用され、シャルロット女王と入れ替わりガリア女王となり、ロマリア側の言われるままに聖戦を承諾してしまう。第18巻でタバサが才人達の手助けをする為、シャルロットの名と共に正式に女王の座を委譲された。
第16巻ラストにおいて、ジュリオから手渡された土のルビーの指輪が自動的に彼女の指のサイズに合い、先代のガリア王ジョゼフに代わる新たな虚無の魔法の「担い手」となった。ジュリオを愛しているため、既にヴィットーリオの虚無の使い魔・ヴィンダールヴであるジュリオを自分の使い魔として召喚し、契約した。
アニメ4期Fでは未登場。
バリベリニ
ロマリア出身の助祭枢機卿で、教皇ヴィットーリオの腹心。シャルロット即位に伴いガリアの宰相に就任する。宮廷の行事を処理する能力に長けているが、シャルロット女王(タバサ)とイザベラからは信用されていない。
シャルロットとジョゼットの出生の秘密を利用し、オルレアン公夫人に女王の入れ替えの承認を迫る。

### ガリア王国の軍人
バッソ・カステルモール
声 - 近藤孝行
ガリア東薔薇騎士団の花壇騎士。20代前半の若さながら、風系統のスクウェアメイジ。
才人は「今までに対峙したメイジの中でも、間違いなく最強に近い使い手」と評している。
下級貴族の出身であったが、オルレアン公シャルルによって抜擢され、彼に忠誠を誓うようになる。シャルルの死後、シャルルの娘シャルロット（タバサ）に忠誠を誓う。表向きはジョゼフ王に従いつつも、秘かにジョゼフ打倒とシャルロット（タバサ）のガリア王擁立を画策している。
外伝『タバサの冒険』で初登場した時は東薔薇騎士団の一騎士だったが、本編第11巻では団長に昇格しており、ゲルマニアに逃亡中のタバサたちを発見したが見逃している。
第14巻では東薔薇騎士団を率いてジョゼフに対し反乱を起こすが、逆にジョゼフの虚無の魔法「爆発」により崩壊した宮殿グラン・トロワの下敷きとなる。第15巻で数名の部下と共に生き延びていたことが判明する。ロマリア・ガリア南部諸侯の連合軍と対峙中、才人との一騎討ちを装って彼に密書を託し、タバサに正統なガリア王として即位することを勧めた。タバサがガリア女王即位の宣言をすると、彼女のもとに駆けつけ、ジョゼフ打倒を味方に呼びかけた。タバサの即位後は東薔薇騎士団団長に復帰し、修道院に隠れていたイザベラ王女を捕らえ、タバサの前に引き出した。
名前の由来はシャルル・ド・バツ=カステルモールから。
クラヴィル
ガリア王国両用艦隊の艦隊総司令。日焼けした肌と目つきの鋭い50過ぎの男。指揮官としての能力は凡庸であるが、生粋の武人として政治に口出しをせず、ひたすらジョゼフ王の命令に従い続けた結果、艦隊総司令の地位を得た。
ジョゼフからロマリア全土の支配権を報償に、反乱を装ってロマリア侵攻を命じられる。シェフィールドの操るヨルムンガントが才人によって撃破されると、サン・マロンに戻り正式にジョゼフ王に反旗を翻した。ロマリアからの連絡で女王を宣言したシャルロット（タバサ）を迎えに艦隊を率いてカルカソンヌに赴いたところ、ジョゼフの放った「火石」の爆発により、艦隊ごと消滅させられた。
ジョゼフからは「何でも言う事を聞く無能な男」、他の人物からも「頭を下げた回数で地位を得た」と能力を酷評されているが、彼がガリアに反旗を翻したときには多くの将兵が彼の意に従い、反乱側に組する等、艦隊に所属する兵士からの支持は高い。
ヴィレール
外伝第2巻に登場したガリア両用艦隊所属の軍人。階級は少尉。艦隊爆破事件の調査に来たタバサの案内役となる。物腰の丁寧な若者で、年少者のタバサに対しても上官としての礼儀を失わない。
本編第14巻で旗艦シャルル・オルレアン号の砲術士官として再登場する。ロマリア侵攻と攻撃命令の理不尽さに激しく抗議し、ロマリア艦隊との戦闘を拒否する。その後ガリア王継戦役で戦死したことが、第17巻のタバサの回想で語られている。

### その他のガリア臣民
ペルスラン
声 - 田原アルノ
没落したオルレアン公の屋敷を守る老執事。家紋に不名誉印を刻まれ、心を病んだオルレアン王弟妃（タバサの母）が住む屋敷を僅かな召使と共に管理している。平民であるが、今は亡きオルレアン公やその家族に対する忠誠は堅い。ガリア王宮からシャルロット（タバサ）にもたらされる密命は、彼を通じて渡される場合もある。
ガリア王ジョゼフがタバサに生死に関わる危険な任務を命じているのを慨嘆している。第4巻でタバサとともに屋敷にやって来たキュルケに対し、オルレアン公家の事情と「タバサ」の名の由来を打ち明けた。
ヨシア
外伝第1巻に登場。ゲルマニアとの国境近くにあるエギンハイム村に住む少年。怪我をしていたところを翼人の少女アイーシャに助けられ、彼女と恋仲となる。翼人と村人の間で起きた衝突に心を痛めていて、翼人討伐の命令を受けたタバサに討伐取りやめを懇願する。
アイーシャ
外伝第1巻に登場。エギンハイム村付近の「黒い森」に住む翼人で先住魔法の使い手でもある。亜麻色の髪と翼を持つ美少女で村の少年のヨシアと恋仲。ヨシアとともにタバサに翼人討伐の取りやめを懇願する。
エルザ
外伝第1巻に登場。ガリア南東の片田舎サビエラ村の村長の養女。5歳ほどの金髪の美少女。1年前に寺院に捨てられていたところを拾われた。両親をメイジに殺されたことからメイジ嫌い。
正体は吸血鬼であり、村に拾われてすぐには人を襲わず、次に村に人が住み着いてから襲うという狡猾さを持つ。タバサと戦い、最後には燃やされた。
“地下水”
初登場は外伝第1巻。年齢も性別もまったく不明という謎の傭兵メイジとして、ガリアの裏社会で恐れられている。名前の由来は、地下で音もなく流れる地下水のように、誰にも気付かれずに現れ、目的を果たすと消えてしまうその手腕から。水の系統魔法の使い手で人の心を操るのを得意とする。
イザベラ王女誘拐を企む貴族に雇われ、影武者となったタバサと対決する。正体は魔法が使えるインテリジェンス・ナイフで、手にした者の意思を奪って操ることで目的を果たしてきた（力量は操った者による）。
本編第17巻で再登場し、アンリエッタ女王と才人にガリアで政変が発生したことを知らせる。
オリヴァン・ド・ロナル
外伝第1巻に登場したガリアの名門伯爵家の跡取り息子で、王都リュティスの魔法学院に通う。母親譲りの太った体格の持ち主。親に甘やかされて育ちながら、学校では同級生のイジメにあって登校を拒否し、一切の世話を召使のアネットに行わせて自室に篭もっている。物語の英雄に憧れながらも、魔法の才能の無い自分とのギャップにどうしようもない気持ちを抱いている。孤独の中でもがく様子に、自身と魔法が使えないクラスメイト（=ルイズ）の姿を見たタバサは、不承不承ながらもオリヴァンを手助けする。
アネット
オリヴァンに仕える召使の少女。年齢は18歳ほど。赤髪と鳶色の目を持つ健康的な印象の美少女で、優しくおっとりと包み込むような雰囲気がある。かつて自分の大失敗をオリヴァンに庇われた事があり、それ以来彼を慕っている。
セレスタン・オリビエ・ド・ラ・コマンジュ
外伝第1巻に登場。元はタバサ同様ガリア北花壇騎士だったが、他の花壇騎士とトラブルを起こし騎士団を追われ、現在は傭兵となっている。オリヴァンに決闘を持ちかけた貴族子弟に雇われ、タバサと代理同士の決闘を行う。
容姿も態度も騎士らしくないが、花壇騎士を名乗ったタバサに騎士の作法で応えるなど律儀な面も見せる。
本編第6巻にも同名の傭兵メイジが登場するが、同一人物かどうかは不明。こちらのセレスタンはメンヌヴィル配下のメイジとして魔法学院に夜襲をかけるが、駐留していたアニエスの機転によって死亡する。
トマ
外伝第2巻に登場。王都リュティスの繁華街ベルクート街にある地下カジノで接客を勤める男。長い銀髪と切れ長の目が特徴的な美青年。本名はトーマスで、かつてオルレアン家のコック長だったドナルドの息子。幼いころのタバサの遊び相手だった。手先が非常に器用で手品とナイフの扱いに巧み。
心を痛めつつも自分を拾ってくれた主に報いるため、タバサの前に立ち塞がる。
ラルカス
外伝第2巻に登場した元ガリアの貴族。10年前不治の病に侵され、余命わずかの最後の旅の途中、エズレ村の洞窟に住んでいたミノタウロスを退治し、その強靭な身体に注目して自分で自らの脳をミノタウロスの身体に移植する。
人の意識を保ってはいるが、時折ミノタウロスに乗っ取られては人を襲っている。使用する杖は斧。
リュリュ
外伝第2巻に登場した元貴族の少女。年齢は17か18。ガリア西部の街ルションの行政官の娘に生まれ、何不自由ない環境で育つが、美食の趣味が高じて自ら料理を作るようになり、現在は家を捨てて美食の探求に各地を放浪している。放浪の中、平民たちに色々と親切にしてもらった経験から、身分の差なく多くの人に美味しい食事を提供出来ることを夢見ている。世界七大美味の1つに数えられる極楽鳥のタマゴを採りに火竜山脈に来たところ、同じくイザベラの命令を受けて火竜山脈にやってきたタバサと出会い、彼女と協力し極楽鳥のタマゴを手に入れる。「錬金」の魔法を応用し、豆を原料とした代用肉の発明者でもある（作る為に断食まで行った）。
リュシー
外伝第2巻に登場したガリア両用艦隊所属の神官。年齢は20歳頃。聖職者として兵士たちの祈りや告解を受け持つ。オルレアン公に仕えていた貴族の出身であったが、オルレアン公の死後、粛清によって父親を処刑され家を失い、寺院に出家したという過去を持つ。
一連の事件の犯人であり、鏡を用いて自身に魔法を重ね掛けする事でタバサや船の乗組員を欺いた。

## アルビオン王国の人々

### アルビオン王国の王族・関係者
ウェールズ・テューダー
声 - 山中真尋
アルビオン王国の皇太子で、国内外に「プリンス・オブ・ウェールズ」の名で知られている。風系統のトライアングルメイジ。
アンリエッタの従兄に当たる金髪の美青年で、彼女とは秘かに相思相愛の間柄だった。レコン・キスタとの決戦前夜、ルイズから渡されたアンリエッタの手紙でトリステインへの亡命を勧められるが、彼女の立場を思いやり、王女の気遣いを決して他者に明かさないまま玉砕の意志を貫く。篭城するニューカッスル城でレコン・キスタの密命を帯びたワルドに暗殺され、クロムウェルの持つ「アンドバリの指輪」により、生前の記憶を持ったまま動く死体となって復活する。第4巻でクロムウェルの謀略の道具として利用され、トリステイン女王となったアンリエッタを籠絡してアルビオンに誘拐しようとしたが、ルイズの虚無の魔法により指輪の魔法を解かれ、正気を取り戻す。最期をアンリエッタに看取られながら、ラグドリアン湖の水底に葬られた。
ジェームズ1世
アルビオン王国最後の国王で、ウェールズの父。ニューカッスル攻略戦前夜の宴会で登場する。かなりの老齢で足取りもおぼつかないが、頭脳と精神は耄碌しておらず、最後まで付き従ってきた王党派の貴族たちに暇を与えようとした。アンリエッタやティファニアにとっては父方の伯父に当たるが、ティファニアの両親を殺した人物でもある。
モード大公
ジェームズ1世の弟。ティファニアの父で、アンリエッタやウェールズにとっては父方の叔父に当たる人物。エルフの女性を愛して妾とし、彼女との間にティファニアが生まれた。兄であるジェームズ1世にそのことを知られ、彼女らの追放命令を再三拒否したため、ついに投獄され処刑された。アンリエッタは「プリンス・オブ・モード」と呼んでいる。
オリヴァー・クロムウェル
声 - 斉藤次郎
貴族連合レコン・キスタの総司令官。年齢は30代の半ば。外見は高い鷲鼻に理知的な碧眼、カールした金髪の痩せ男。「虚無」の担い手を自称し、巧みな演説で周囲を扇動してレコン・キスタを指導する。
アルビオン王家を滅ぼし、神聖アルビオン共和国の初代皇帝に即位する。即位後はトリステイン侵略をたくらみ、ワルドやフーケたちに命じて様々な謀略を仕掛ける。
正体は秘書シェフィールドを通じたガリア王ジョゼフの傀儡にすぎない。平民出身の司教のため実際には魔法が使えず、「アンドバリの指輪」を用いて「虚無」の担い手を演じていただけであった。トリステイン・ゲルマニア連合によるアルビオン侵攻を退けるも、続いて援軍としてやって来たはずのガリア王国両用艦隊の砲撃を受け、ロサイスの司令部ごと葬られた。
なお、アルビオン王家に恨みを持っていた模様で「かつて自分に恥をかかせた」との事だったが、詳細な事情は語られなかった。

### アルビオン王国の軍人
サー・ヘンリ・ボーウッド
アルビオンの軍人。レコン・キスタの蜂起時、心情的には王党派だったが、上官である艦隊司令が貴族派についたため、心ならずもレコン・キスタに与した。革命時の戦功を皇帝クロムウェルに評価され、王党派から接収した大型戦艦「レキシントン」（旧名「ロイヤル・ソヴリン」）の艦長に任命された。
クロムウェルの謀略を卑劣な行為と思いつつも、軍人は政治家に従うべきであるという考えから、艦隊を率いてトリステインに奇襲をしかける。優秀な戦術指揮官で、タルブ降下戦ではトリステイン軍を終始圧倒した。だが突如現れた閃光（ルイズの「虚無」）によって、レキシントンをはじめ、指揮する艦隊全てが行動不能となり、トリステインの捕虜になった。一度は軍人を辞することも考えていたが、紆余曲折の末トリステインのアルビオン侵攻時にトリステイン空軍の教導士官に転職。歴戦の軍人としてトリステイン軍を助けた。
ホーキンス
アルビオンの軍人。白髪と白髭がまばゆい歴戦の将軍。レコン・キスタの将軍として、トリステイン・ゲルマニア連合軍によるアルビオン侵攻に対し迎撃の指揮を執る。
シェフィールドが誘導した反乱によって総崩れになった連合軍を7万の大軍で追撃するも、ロサイス郊外にて決死の突撃を敢行した才人によって阻まれた。自分の目前で力尽きた才人を「英雄」と称え、その敢闘と勇気を率直に賞賛した。レコン・キスタの敗北後、指導者を失ったアルビオンの全権大使となり諸国会議に出席する。敗戦国の代表ながらも、堂々とした態度でアルビオンの矜持を守り、その席上アンリエッタに行方不明となった才人の戦いぶりを「数万の軍勢に匹敵する戦果」と称え、アンリエッタの名において祝福を与えるようにと進言した。
ヘンリー・スタッフォード
声 - 羽多野渉
アニメ第2期第10話「雪嶺の敵」に、原作のルネ・フォンクの代わりとして登場。敵という以外は、婚約者がいるなど、ルネの設定をほぼ引き継いでいる。
才人と多々揉めたが、命を救われたことから、零戦を回収にきた仲間達から才人とルイズを庇う。2人との別れ際、「生き延びてまた必ず会おう」と心の中で誓った。

## エルフ
テュリューク
砂漠に住まうエルフの一部族「ネフテス」の統領。エルフの政治形態は共和制であるため、彼を「王」と呼ぶのは侮辱になる。
ビダーシャル
声 - 野島健児
ネフテスの一員であり「老評議会」の議員。蛮人対策委員会委員長。
統領テュリュークの使者としてガリア王ジョゼフのもとを訪れ、「聖地（エルフ側にとっての「シャイターン（悪魔）の門」」に近づこうとする人間の動きを止めてほしいと要請する。この時ジョゼフから承諾の条件として、彼の部下となるよう求められ、不本意ながらもジョゼフに従うことに同意する。
人間を「蛮族」「蛮人」と呼び、露骨に見下した態度をとるが、これはほとんどのエルフが有する、人間に対する蔑視感情によるものであり、ビダーシャル個人は人間に対して特に害意を持ってはいない。
エルフの例に漏れず、先住魔法のすぐれた行使手であり、あらゆる魔法・衝撃を跳ね返す先住魔法「反射」（カウンター）を得意とする。
ジョゼフに反旗を翻したタバサを難なく捕らえ、その母親とともにアーハンブラ城に幽閉するが、タバサ救出に乗り込んできた才人等と交戦し、ルイズの虚無によって「反射」を破られてしまったため、撤退を余儀なくされる。その失敗を償うべく、ジョゼフの命令によりヨルムンガントや「火石」の製作に協力する。
ジョゼフの何万人も平気で殺害する行為に憤っていたが、ジョゼフの指摘によりエルフと人間を冷徹に天秤にかけて、人間の犠牲者を黙認している事を告げられると自分の冷酷さに気付いて驚嘆する。
エルフの学会で聖者アヌビス=ガンダールヴ説を唱えて白眼視されているらしい。
アニメ第3期ではルイズたちに同行していたティファニアと会っているが、彼女がハーフエルフであることには気づかなかった。
アニメ4期Fではジョゼフの行為から虚無の担い手もその使い手次第と考えを改め、評議会の強行手段に反対し、サイトとティファニアの脱走を手引きした。エンシェントドラゴンの最終決戦ではネフテスの蛮人共存派艦隊を率いて参戦した。
ルクシャナ
声 - 金元寿子
ビダーシャルの姪で学者。人間世界に多大な興味を持っており、部屋には本をはじめとした人間世界の物であふれている。人間世界への興味から虚無の担い手誘拐を命じられたアリィーに同行する。
攫ってきたサイトとティファニアに話を聞く為、自宅で保護。その後、評議会の決定に対する不服から捕らえられた二人の脱出を手引きし、完全にではないが、二人への協力を約束する。
他のエルフと同じく人間を「蛮人」と呼ぶが、エルフには珍しく人間に対する蔑視感情は持っていない。純粋に好奇心の対象のようである。更にエルフが人間やハーフを嫌うのは「そう教育されてきたから」と、自分たちを客観視することもできる識見を持っており、エルフたちの非礼をティファニアに謝罪している。お尋ね者になってからはアリィーと共にロマリアの外れにある屋敷に滞在し、人間の世界を見て回る。エルフである事はあまり公にはできないため、外を歩くときは帽子を被って耳を隠している。
外見はルイズとティファニアを足して2で割ったような容姿であることから、かなりの美人。ただし、胸はルイズ側らしい。胸のサイズに関しては本人も気にしているようで、ティファニアの巨乳を目の当たりにしてからは、しばらく妙な執着を見せた（偽物だと思っていたらしい）。
性格は絵に描いたように自由奔放でわがまま。婚約者のアリィーを振り回しており、この件に関しては敵でありながら才人も同情している。「思い込んだら一直線で後先のことを考えたことなんか一度もない」とは本人談。大声で笑いながら宣言し、才人もあきれ、終いには「バカエルフ」と評した。
アニメ4期Fでも人間社会に興味津々なところは変わっておらず、逃亡先のガリアにおいても監禁されていた屋敷を抜け出し、あっちこっち見て回るという奔放ぶりを見せる。その後、ルイズやタバサ、モンモランシー達と共に夜を過ごし、親交を深める。
アリィー
声 - 内匠靖明
ルクシャナの婚約者。若くしてファーリス（騎士）の称号を取得したエリート。婚約者のルクシャナにはいつも振り回されている。ビダーシャルと評議会の命で虚無の担い手誘拐の為、一路ド・オルニエールを目指す事になる。
人間に対する蔑視感情を隠そうともしておらず、人間=動物と同じと平気で口にしていたが、ルクシャナを捜索をきっかけにギーシュ達と意気投合する。
サハラでは脱走したサイトの前に立ち塞がる。剣での戦いに負けると今度は水竜のシャッラールを用いて戦いを挑むも、デルフリンガーの策の前に敗北。更にルクシャナから「婚約解消」を盾にされて脱走を見逃した。ルクシャナ曰く「わたしにベタぼれ」。
アニメ4期Fではビダーシャルとルクシャナに付き、嫌々ながらサイトとティファニアの脱走を手引きした。その後はガリアの王宮の離れにルクシャナと軟禁され、しばらくは、人間に対し不信感を隠せなかったが、ルクシャナが起こした騒動がきっかけで、想い人に苦労する者同士でギーシュと意気投合するようになる。
マッダーフ
声 - 前野智昭
ルクシャナやアリィーとともに、サイトとティファニアをネフテスへ誘拐する。
アニメ4期Fでは脱走したサイトとティファニアを、協力者となったビダーシャル・ルクシャナ・アリィー共々殺すようエスマーイルに命じられ、五人を追う。
一旦は追い詰めるも、ルイズの魔法とサイトのリーヴスラシルの力により、逃げられる。
ラーイド
声 - 樋口智透
アニメ4期Fに登場。ビダーシャルのかつての教え子で、ネフテスの哨戒艦の艦長。サイトとティファニア救出のため、ネフテスに来たルイズたちをエルフと他戦いに来たものと思い込み、捕虜にしようとした。
そこへ現れたビダーシャルに諌められ、ルイズたちを見逃した。その後、エンシェントドラゴンの最終決戦では、ビダーシャルとともにネフテスの蛮人共存派艦隊を率いて参戦した。
エスマーイル
声 - 間島淳司
評議会の議員で、大の人間嫌い。強弁派の集団『鉄血団結党』の長であり、虚無の担い手と使い魔であるサイトとティファニアを殺そうとした。
アニメ4期Fにも登場し、脱走しようとするサイト達を捕らえるよう指示を出した。
ファーティマ
『鉄血団結党』の団員であり、ネフテス水軍の士官を務める少女。ティファニアの母・シャジャルの一族でもある。その為、ティファニアとは従姉妹にあたり、顔立ちもティファニアによく似ている。
『F』には登場していない。
シャジャル
声 - 樋口あかり
ティファニアの母。アルビオン王国王弟モード大公の愛妾で、アンリエッタやウェールズにとっては伯母に当たる。大公が彼女とティファニアの追放を拒否したため、大公とともに殺される。ティファニアによると、エルフでありながら毎日始祖に祈りを捧げていたらしい。
彼女の存在によって、才人・ルイズ・ティファニアらは虚無の関係者たちも、エルフと戦うべきではないと考えるようになっている。
初出時は名前が語られていなかったが、第19巻で名前が判明。エルフの言葉で“真珠”を意味する。

## 始祖の関係者

### 始祖と初代のゼロの使い魔
始祖ブリミル（ブリミル・ヴァルトリ）
フルネームは「ブリミル・ル・ルミル・ユル・ヴィリ・ヴェー・ヴァルトリ」。小柄な金髪の青年で、6000年前にハルケギニアに降り立ち、強大な「虚無」の魔法使い。
4人の使い魔を従え、人間達に系統魔法を伝えた。現在のハルケギニアの人間からは、「始祖」と呼ばれ、神として崇拝される一方、エルフからは「世界を滅ぼす悪魔」と見なされ忌避されている。
その姿を描写する事は畏れ多い事とされており、大陸に多数存在する礼拝用の始祖像は「両手を前に突き出した人型のシルエット」という曖昧な姿のみで再現が許されている。後に自らの強大すぎる力を3人の子供と1人の弟子に指輪と秘宝という形で分け与えた。現在ハルケギニアに存在する4つの王家（トリステイン、アルビオン、ロマリア、ガリア）は、ブリミルの力を受け継いだ4人の子孫である。墓はロマリアにあるとされる。
才人がタイムスリップした6000年前では「ブリミル・ル・ルミル・ニダベリール」と名乗り、エルフではなく「ヴァリヤーグ」という人間の集団と闘っていた。
デルフリンガーによるとにんにくが苦手だったらしい。
彼もまた、才人と同じ地球の住人で魔法民族「マギ族」であったという事実が明かされた。多勢に無勢であったヴァリヤーグとの戦いに敗れ、後のハルケギニアの祖先となるマギ族と共にハルケギニアにやってきた。そして、物語の6000年前にも起ころうとした大隆起からハルケギニアを救おうとエルフの土地にある精霊石を破壊する為、エルフと交渉していたが、その間にエルフによって氏族が虐殺され、交渉は決裂。やむなく"生命"によって精霊石の一部ごとエルフの土地を破壊した。
その後、サーシャを救うためガンダールヴたるサーシャに貫かれる事で虚無の力を消し去った。最後は虚無の力を与えられた事を神に嘆きながら死んでいった。
サーシャ
エルフ族の女性。ブリミルの恋人。6000年前の初代ガンダールヴ。「魔法を操る小さな小人」とも呼ばれる。伝承の記述によると当時最強の使い魔であったとされる。
虚無の使い魔の歌では勇猛果敢な性格と歌われている。
性格はルイズに似てプライドが高い。始祖ブリミルに魔法の実験台にされると、彼を「蛮人」と罵りながら暴力を振るう。その一方で文句を言いながらもブリミルを守る。デルフリンガーの産みの親。デルフリンガーによると泣き虫で、ブリミルを殺したのは彼女だったという。
「強い想いは使い魔を引き寄せる」の言葉通り、虚無の担い手は深く愛している人がいると、使い魔召喚の際、その「愛」によってその人物を虚無の使い魔として呼び出してしまうらしい。ブリミルがサーシャを深く愛していたため、サーシャは既にガンダールヴであったにも関わらず、リーヴスラシルとして再召喚されてしまい、リーヴスラシルを兼任していた。
ブリミルを心から愛していたが、彼が自分のリーヴスラシルの力を持って故郷を滅ぼした事で錯乱。ブリミルを悪魔と罵りながらデルフリンガーでブリミルを貫いた。
初代ヴィンダールヴ
詳細不明。虚無の使い魔の歌によればやさしい性格だったらしい。
初代ミョズニトニルン
詳細不明。虚無の使い魔の歌によると頭が良いらしい。
初代リーヴスラシル
虚無の使い魔の最後の1人。歌によると「記すことさえはばかられる」とされ、能力すら分かっていない。証のルーンは胸に刻まれる。なぜかデルフリンガーはこの使い魔の出現を恐れており、ヴィットーリオやジュリオによると、最も過酷な運命を背負う使い魔だという。
6000年前では初代ガンダールヴであったサーシャがリーヴスラシルの召喚の際に再召喚され、二重契約によって初代リーヴスラシルを兼任していた史実が発覚。虚無の使い魔の歌ではブリミルの使い魔はあたかも4人いたように歌われていたが、頭数で言えば3人以下だったようである（勇猛果敢、やさしい、頭が良いは一個人に共存しうる性質であり、一個人が虚無の使い魔をいくつまで兼任できるか不明なため、頭数は特定できない）。

### 初代四の担い手
トリステインの祖王
始祖の子どもの1人。アンリエッタとルイズの先祖にあたる。
ガリアの祖王
始祖の子どもの1人。タバサとジョゼフ1世の先祖にあたる。
アルビオンの祖王
始祖の子どもの1人。ウェールズとティファニアの先祖にあたる。
フォルサテ
始祖ブリミルの弟子で始祖の虚無を受け継いだ4人の内の1人。ブリミルの「墓守」とも呼ばれ、ロマリア皇国の祖王。現教皇ヴィットーリオの先祖にあたる。デルフリンガーは彼のことを「いけすかないヤツ」といって嫌っている。
聖エイジス（初代始祖の盾）とは別人。ロマリアの王が教皇を自称し始めたのはフォルサテがロマリアを開き、大王ジュリオ・チェザーレが活躍した時代の更に後。「聖エイジス○○世」という名は、ロマリア王が教皇を自称するようになってから使用され始めたものである。

## 帝政ゲルマニアの人物

### 帝政ゲルマニアの皇族・関係者
アルブレヒト3世
帝政ゲルマニアの皇帝。40代の男性。熾烈な権力争いを勝ち抜き、親族や政敵をことごとく塔に幽閉して皇帝の座に就いた。ゲルマニアは始祖ブリミルの血を引いておらず、他国の王と比べると格下の存在と見なされているため、他国の王が「陛下」と呼ばれるのに対し、アルブレヒトは「閣下」と呼ばれる。
トリステインと軍事同盟を結ぶ条件として、アンリエッタ王女との結婚の話を取り付けるが、トリステインが単独でアルビオン侵攻軍を撃退して威名を轟かせたことにより、結婚を撤回した形での軍事同盟を結ばざるを得なくなる。アンリエッタが女王に即位した後も、彼女を諦めていなかったようだが、アルビオン戦役後の交渉で貪欲に動くアンリエッタの姿を見て辟易する。

### 帝政ゲルマニアの軍人
ハルデンベルグ侯爵
トリステイン・ゲルマニア連合軍のゲルマニア軍司令官。角のついた鉄兜を被り、カイゼル髭が特徴。サウスゴータでの反乱により、連合軍総司令ド・ポワチエと共に戦死する。

## クルデンホルフ大公国の人々

### クルデンホルフ大公家・関係者
クルデンホルフ大公
ベアトリスの父。名目上ながらも独立を維持できるほどの豊かな財力を背景に、トリステイン国内の多くの貴族たちに金を貸している。そのためトリステイン国内にかなりの影響力を持つ。
ただしトリステイン王家とマザリーニ、ラ・ヴァリエール公爵家のみは頭が上がらず、娘に対してもこの3者には逆らわないよう戒めている。

### クルデンホルフ大公国の軍人
空中装甲騎士団団長
ベアトリスの護衛を務める騎士団の団長。水精霊騎士隊のことを「学生の騎士ごっこ」と罵っていたが最初に倒される。

## その他の人々
フーケ
声 - 木村亜希子
トリステインはじめ各国の貴族に知られるメイジの盗賊。正体は緑色の髪に眼鏡をかけた妙齢の女性。年齢23歳。身長168サント。
二つ名の「土くれ」は、盗みを働く際に錬金魔法を使い、防御魔法のかかった壁などを土くれに変えることから付けられた。誰がつけたかは不明。
貴族が所持する秘宝、特に稀少なマジックアイテムを好んで狙い、盗んだ跡には大書された領収のサインを残してゆく。これは秘宝を盗まれた貴族たちの慌てふためく様を見たいがためである。
盗みの手段として、夜陰に紛れての手段のほか、時には身の丈30メイルにも及ぶ巨大な土ゴーレムを作り出し、大々的な破壊活動の末に強奪する場合もある。トライアングルクラスの優秀なメイジだが、体術にも相当の心得がある。
トリステイン魔法学院の秘宝「破壊の杖」を狙い、ロングビルの名で学院長オスマンの秘書となり、盗み出すことに成功する。杖の使い方を知るため、ルイズ達を誘い出して始末しようと目論んだが、ガンダールヴの力が発動した才人によって捕らえられ投獄される。
極刑を待つ身であったが、レコン・キスタに通じたワルド子爵の手引きによって脱獄し、クロムウェルに仕えることになる。以後はタルブ降下戦やトリステイン魔法学院襲撃作戦などで、同じくレコン・キスタに仕えることになったワルドと行動を共にし、彼のことをその人間的な弱さも含め憎からず思っている。
本名はマチルダ・オブ・サウスゴータ。アルビオン貴族の出身。彼女の父親はサウスゴータの太守をつとめ、王弟モード大公（ティファニアの父親）の直臣であった。サウスゴータ家は大公家への忠誠心からティファニアらエルフ母子を自らの領地に匿い、国王により家名を取り潰されている。実家の没落後もマチルダは大公の遺児であるティファニアをウェストウッド村に匿い、彼女や村の孤児達の生活費を稼ぐため、本名を捨てて裏の世界で盗賊となった。過去の経緯から貴族嫌いであり、盗みの相手も貴族のみに限られている。
ティファニアを娘のように思い、彼女には自分が盗賊であることを秘密にしている。ティファニアも彼女を「マチルダ姉さん」と呼んでとても慕っている。第11巻では、仕送りを続けられなくなったことを告げに、彼女のもとを訪ねていた最中、ティファニアをトリステインへ連れて行くため、村を訪れた才人たちと再会する。一触即発となるも、ティファニアには外の世界を知るべきだと考えていたため、才人たちの提案を聞くと素直に同意し、ティファニアを彼らに託して立ち去った。第18巻にてワルドともにロマリアに潜伏、彼が聖地に関する調べ物をするために必要な、ロマリアの秘伝書籍を多数盗み出していたのが明らかになる。アルビオンに加担した事に対して責任を感じているらしく、隠れ家周辺に住むアルビオンからの難民の子供達に金を恵んでいる模様。ワルドが聖地を目指す動機を聞き、彼が母親に拘るのを嘲るような言葉も口にしているが、彼女曰く「自分で自分を捨てちまった可哀想な孤児」のようなワルドに対しては、母性に近い感情を抱いている。なお、その際「抱かれるのもごめんだね」という、ワルドと肉体関係を結んでいるような発言をした。
メンヌヴィル
声 - 楠大典
二つ名は「白炎」。「火」の系統の傭兵メイジ。年齢は40代。筋骨隆々とした体格と顔の左半分を覆う火傷の痕が特徴的。メイジや平民、老若男女、人間や亜人間の別無く、行く手を阻む者を焼き尽くすことで名を知られており、敵味方に恐れられている。
神聖アルビオン共和国の傭兵として、侵攻してきたトリステイン軍の後背を扼すべく、クロムウェルからトリステイン魔法学院襲撃の命を受ける。
元はトリステインの下級貴族で「魔法研究所実験小隊」に配属され、王国のさまざまな汚れ仕事を引き受けてきた。
20年前の「ダングルテールの虐殺」時、上官である小隊長（コルベール）に杖を向けるも敗れ、隊を脱走した。この時コルベールに両目を焼かれたことで失明している。それ以後、傭兵として戦いの日々を送りつつ、行方をくらました上官との再戦を夢見て火の魔法の能力を伸ばした結果、失明と引き換えに熱を探知する能力を手に入れた。一種のパイロマニアで、敵対者のみならず、コルベールなど興味のある対象までも焼ける時の匂いを嗅ぎたがる。その言動には、フーケのみならず「火」使いのキュルケですら恐怖と嫌悪を覚えるほどであった。
先述の熱探知の能力により、生体が発する熱を探って相手の居場所を即座に把握することができる。個々の生体が放つ熱の差異から、相手が誰かを識別することや、微妙な熱量の変化を観察することによって、相手の抱いている感情さえも知ることができる。作中では、熱探知の能力を知らず油断していたとはいえ、トライアングルメイジのタバサとキュルケをまとめて返り討ちにするほどの強さを誇った。念願だったコルベールと再会し、熱探知の能力を生かした闇からの攻撃でコルベールを苦しめたが、最後は彼によって広場中央におびき出され、範囲内の生物を無差別に窒息死させる魔法「爆炎」により絶命した。
アニメでは、コルベールが放った炎を逆に利用して特大の炎を放とうとしたところ、アニエスに腹部を刺され絶命する。
元素の兄弟
ガリア王国の北花壇騎士として、様々な汚れ仕事を処理してきた4人の兄弟。ジョゼフ王の死後はガリアから雲隠れしてしまう。トリステインのアカデミー評議会議長ゴンドランに雇われ、莫大な報酬をもとに才人暗殺の依頼を引き受ける。アニメ4期Fではエンシェントドラゴンとの戦いに際してタバサに雇われ、協力する。原作の最後の最後で彼らがアカデミーの実験によって生まれた吸血鬼と人間のハーフである事が明かされた。
ダミアン
声 - 田村睦心
他の3人の兄弟からは「兄さん」と呼ばれるが、外見は10歳前後の短い金髪をした悪戯小僧にしか見えない。
ジャック
声 - 山本格
筋骨たくましい大男。土系統の魔法を使い手で、戦闘時にはゴーレムや「錬金」の魔法を応用して攻撃する。
第17巻で才人と戦いあわやというところまで追い詰めたが、助けに現れたルイズの虚無に全く歯が立たず、生け捕りにされる。
ドゥドゥー
声 - 井口祐一
愛嬌ある顔立ちをした美少年だが、生死をかけた戦いをゲームのように楽しんでいる。自らの体を硬化することで相手の攻撃を防御し、関節に先住魔法をかけることで人間ばなれした体術を使う。
第16巻で才人と戦い、デルフリンガーを破壊したが、才人に日本刀で体を貫かれ敗北する。たびたび失態をしでかすドジなところがあり、ジャックからは叱責され、ジャネットには馬鹿にされている。
ジャネット
声 - 高森奈津美
人形を思わせるような白い顔に白と黒の派手な衣装を身につけた美少女。第17巻で家出したルイズと偶然知り合い、身を隠す場所として彼女にセント・マルガリタ修道院を紹介した。
アニメ4期Fでは女の子好きとして描かれている。
エンシェントドラゴン
アニメ4期Fに登場。火竜山脈に眠っていた伝説の古代竜。古書において世界を焼き尽くした大いなる災厄とされている。周辺のドラゴンを操る力を持っており、火竜達と共にアクイレイアを焼き尽くした。デルフリンガーでも吸収しきれない強烈な火炎を放つ。
また、魔障壁と呼ばれる障壁を纏っており、あらゆる魔法を無力化する。虚無の担い手を糧とし、喰らう事で成長する。その為、本能的に虚無の担い手のいる場所に向けて移動する。ヴィットーリオを喰らう事で飛行能力を得て、魔法学院へ飛来。ルイズを追い詰めるも、才人の戦闘機とハルケギニア連合とネフテスの艦隊の砲撃、更に戦闘機を突撃させたダメージで魔障壁を破られ、ルイズの「エクスプロージョン」で砕け散った。

## 使い魔達
メイジによって召喚・契約された生き物。召喚される対象は、通常ハルケギニアに生きる動物・幻獣であるが、平賀才人は何故か異世界から召喚された。
虚無の使い魔
魔法関連の「虚無の使い魔」を参照。
ガンダールヴ、リーヴスラシルの平賀 才人については「主人公」、ヴィンダールヴ、ミョズニトニルンのジュリオ・チェザーレについては「ロマリア皇国の人々」、ミョズニトニルンのシェフィールドについては「ガリア王国の人々」を参照。併せて始祖と初代のゼロの使い魔の項目も参照。
フレイム
声 - 新井里美
キュルケの使い魔で、大きさがトラほどもある巨大なオスの火トカゲ（サラマンダー）。特に質の高いサラマンダーが棲む火竜山脈から召喚されたらしく、尻尾の炎が他の個体とは違うらしい。名前や外見、主の系統の魔法の通り、火炎のブレスを得意技とする。
学院ではキュルケの部屋に主人と寝泊りしている。キュルケのことをやさしい主として慕っている。使い魔同士気が合うのか、ヴェルダンデや才人と共にいることがある。
シルフィードと会話した時にはデルフリンガーのような少々乱暴なしゃべり方をする。才人のことは使い魔の鑑として尊敬する一方、ルイズについては、乱暴者と評される自分たちサラマンダーもびっくりするほどの乱暴者と評している。
シルフィード / イルククゥ
声 - 新井里美（シルフィード）/井口裕香（イルククゥ）
タバサの使い魔で、メスの風韻竜。全長は6メイル。主であるタバサおよびルイズ一行の移動手段として、作中で度々活躍する。韻竜とは、現在では絶滅したとされている古代の幻種に属するドラゴンであり、強力なブレスや先住魔法を使いこなし、人語を操るなど知能も高い。最高飛行速度は時速80〜150kmほど。
本名はイルククゥ（同族間での名前で意味は「そよ風」）。シルフィードは契約の際にタバサが名付けたもので、ハルケギニアにおける風の妖精の名前。年齢は約200年（人間に換算すると10歳程度）。
空腹になると駄々をこねるなど子供っぽいところがある。大食で好物は肉や魚。先住魔法を使って人間形態に変身することもできるが、本人自身は変身すると服を着なければならないなど、不便に思って嫌がっている。変身時の外見はスタイルのいい20代と思しき青髪の麗人姿となり、タバサと一緒だとその母親か姉に見えるほどだが、精神年齢は幼い子供のままである。
正体が知られると面倒なため、普段は一般種の風竜（ウィンドドラゴン）として人語を解さないふりをしているが、主のタバサと2人きりの時はかなりのお喋りである。うっかり人前で喋ってしまった場合は、タバサがガーゴイルだと説明してフォローするが、後でタバサから杖で頭を殴られるなどお仕置きが来ることが多い。
タバサのことは「おねえさま」と呼びとても懐いている。しかし、初期の頃は韻竜であることを鼻にかけ、人間を自分たち韻竜より下等な存在と見なしていたのか、召喚した主人のタバサのいう事を全く聞こうとせずタバサを「ちびすけ」呼ばわりするなどかなり高慢で生意気な性格だった。タバサの過酷な境遇を気にかけており、彼女には「恋をするといいのね」とよく言うが、自分の気に入らない男は彼女に近づけたがらない。才人のことは非常に気に入っていて、第15巻では、タバサの態度から彼女が才人に恋している事を知り大いに喜んだ。その後は徹底的にタバサと才人をくっつけようと躍起になっており、恋敵であるルイズとシエスタに対してはとてつもない毒舌を発揮するようになった。
番外編『シルフィードの一日』によると、魔法学校付近の森の中に、自ら爪や牙で木を切り倒して建てた小屋に住んでおり、飲料水用の飼い葉桶までもが設置されている。昼食時には魔法学校の食堂の裏口で肉の骨や魚などを貰っているらしい。主人が口笛を吹くと遠いところからでも素早く飛んでくる。
ヴェルダンデ
声 - 新井里美
ギーシュの使い魔。円らで愛らしい瞳が特徴の大きさが人間ほどもある巨大モグラ（ジャイアントモール）。主のギーシュからは溺愛されていて、第14巻では彼からキスされている。使い魔同士で話する時のしゃべり方は主のギーシュと似ている。才人も落ち込んだ時には広場の片隅で彼に語りかけている。ヴェルダンデ自身は才人について、メイジを打ち負かした使い魔として眩しく思いつつも、主のギーシュを打ち負かした仇でもあり、気持ちは複雑と言っている。
地中を高速潜行することが得意。優れた嗅覚を持ち、特に高価な宝石の匂いを好む。
第2巻でルイズと才人が敵地に取り残された際には、ルイズの持つ水のルビーの匂いを追って地中から現れ、2人の窮地を救ったこともある。ギーシュがアルビオン戦役に参加していた間は、才人が学院広場の隅に作ったテントをねぐらにしていた。第12巻ではギーシュの命令で「ギムリ砦」（女風呂覗き用の横穴）を掘っている。
ロビン
声 - 新井里美
モンモランシーの使い魔で、黄色に黒い斑点模様の小さなカエル。主のモンモランシーの血を受けることで、精霊との橋渡し役を果たす。
モートソグニル
声 - 新井里美
オスマンの使い魔のハツカネズミ。好物はナッツ。オスマンの「眼」となる能力を持ち、秘書のロングビルの足元に潜り込んで覗きをしたりと、主に忠実な働きを見せる。
クヴァーシル
マリコルヌの使い魔のフクロウ。アニメにのみ登場していたが、原作21巻でも登場した。

## 『烈風の騎士姫』の登場人物
※キャストはドラマCD版のもの。
カリン・ド・マイヤール
声 - 伊瀬茉莉也
『烈風の騎士姫』の主人公。風系統のメイジ。正体は若かりし日のルイズの母カリーヌ・デジレ・ド・マイヤール。実家は貧乏貴族らしく、幼い頃に助けられた騎士に憧れ魔法衛士隊を目指すが、魔法衛士隊は女人禁制ゆえに男装して性別を偽っている。
顔つき・髪の色・体型・プライドが高く負けず嫌いで臆病な性格・さらには怒ると舌が回らなくなる癖まで、末娘のルイズそっくりである（性格と癖はエレオノールにも遺伝しているようである）。魔法の才能は後の騎士隊長時代の二つ名である「烈風」の名に恥じず、サンドリオンをして「これほどのウィンドは見た事が無い」と言わしめるほどであるが、経験不足ゆえに遅れをとる事が多い。
魔法衛士隊での不幸な事故による隊員不足のため、すぐさま見習いとして採用され、上司のサンドリオンの借家に居候する。ユニコーン隊の実力者のアンジェロとの決闘では、サンドリオンの助力によって勝利する。その功績でサンドリオンらとマリアンヌ王女の護衛騎士となり、マリアンヌの一番のお気に入り騎士となる。
幼い頃に出会った騎士から勇気の出る魔法をかけられ、それを使うと別人のような怖いもの知らずになる。しかしドーヴィルでの屍兵との戦いで、サンドリオンの指摘により使うのをやめている。
サンドリオンには酔った勢いで何度もキスをされているが、サンドリオンはカリンを女と思っていないので特に意識していない。屍兵との戦いの際に女言葉を使っているのをサンドリオンに聞かれてオカマ扱いされたが、直後に否定して烈風で吹っ飛ばしている。
サンドリオン
声 - 福山潤
カリンの直属の上司で『烈風の騎士姫』のもう一人の主人公。銀髪とモノクルが特徴（ノワール（カリーヌ）が亡くなる前は金髪だったらしいが、不明）。系統は水。バッカス、ナルシスとともに「三バカトリオ」として名を馳せており、ヴィヴィアンを悩ませている。
数年前まではカリンに負けず劣らずの怖いもの知らずだった。しかし旅芸人の娘のカリーヌと身分違いの恋をし、引き離されそうになった時に誤ってカリーヌを殺してしまい、以後は酒浸りの荒んだ生活をおくっている。「サンドリオン（灰かぶり）」とはその時から名乗るようになった偽名。
本名はピエール。実家は不明だが、フィリップ三世すら驚くほどの名門貴族である。
ちゃらんぽらんそうな様子で、カリンには魔法の制裁をよく受けているが、実際の魔法の実力はカリンよりも上である。ペドロの件から大公の陰謀を疑うなど勘も鋭く、フィリップ三世すら戦ならば自分の参謀に据えるというほど指揮能力、計略にも長ける。系統の水魔法は戦闘向きではないが、ブレイドの腕前では彼の右に出るものはいないと言われる。読書家でもあり、部屋にはかなりの量の本が置いてある。
ドーヴィルで屍兵を操っているのが死んだはずのカリーヌであることを知り、彼女を止める覚悟を決める。
バッカス
声 - 浜田賢二
魔法衛士隊三バカトリオの一人。系統は火。
かなりの巨漢で老けて見えるが、年齢は18歳。可憐な美少女に仕えるために出てきたと豪語し、カリンに変態呼ばわりされている。
魔法の腕前はカリンやサンドリオンにも引けをとらず、ユニコーン隊の騎士にあっさりと勝利するほど。
ナルシス
声 - 立花慎之介
魔法衛士隊三バカトリオの一人。系統は土。年齢はバッカスと同じく18歳。
軟派な性格でしょっちゅう女性を口説いている。名前の通りのナルシストであり、自分のことを王都で一番美しいと思っている。トライアングルクラスの魔法の使い手で、真鍮（本人はゴールドと言い張っている）のゴーレムを操る。
ヴィヴィアン・ド・ジェーヴル
声 - 桑島法子
魔法衛士隊隊長代理。愛称は「ヴィーヴィー」。病気の父に代わって隊長代理を務める。魔法衛士隊は女人禁制だが、あくまで隊長代理のため問題ないと言い張っている。
色気を使って傷口をつねあげるなど少々嫌な面もあるが、年金の出ないカリンに下宿先を紹介しているなど基本的に部下の面倒見はよい。カリンを顔がいいという理由だけで採用したりと本気か冗談かわかりかねる面もある。
エスターシュ
声 - 飛田展男
トリステイン王国大公、年齢は30代前半。政治に疎い国王に代わり、政治・経済・外交を一手に引き受け、一連の改革によってトリステインにかつての栄華を取り戻した。その一方で、魔法衛士隊を弱体化させ、自分のユニコーン隊を国王の親衛隊にしようと画策するなどの陰謀をめぐらせている。
しかし、ノワールの裏切りにより、陰謀が明るみに出る。これまでの功績から死罪は免れたものの、財産のほとんどを剥奪され、領地より一生出ることも許されぬ身となった。
ノワール
声 - 佐藤利奈
名前通りの黒い修道服に身を包み、エスターシュに付き従う謎の女性。正体は死んだはずのサンドリオンの恋人カリーヌ。死んだ人間を木偶人形にして操る力を持っている。
アンジェロ
声 - 杉崎亮
ユニコーン隊所属の騎士。元魔法衛士隊でもある。系統は風。土系統も少々扱える。カリン達を挑発して決闘するもカリンに敗れる。その後ノワールの命令でドーヴィルの人間を皆殺しにするが、直後に自分もノワールによって屍兵にされる。
ダルシニ
エスターシュが捕らえていた吸血鬼の少女。アミアスの双子の姉。吸血鬼にしては珍しく、殺生ができず、屍人（グール）の作り方も知らない。
妹と二人で居候していたある村長の家で血を吸っている所を目撃され、エスターシュに引き渡された。そこで妹のアミアスを人質に取られ、色々と仕事をさせられていたが、偶然カリンと出会い妹を助ける為にエスターシュの屋敷へ侵入する。ここで失敗し、カリンと妹共々処刑されそうになるも、サンドリオン達に救われる。その後、フィリップ三世の慈悲で妹と共に身柄はカリン達の預かりとなる。
アミアス
ダルシニの双子の妹。姉と同じく、殺生ができない。エスターシュにダルシニを動かす人質として捕らわれていた。
処刑を免れた後は姉と共に身柄はカリン達の預かりとなる。
フィリップ三世
声 - 稲葉実
トリステインの現国王。マリアンヌの父でアンリエッタの祖父にあたる。武人としては他に並ぶものの無いほどで、杖をとれば一騎当千、軍勢を率いれば常勝無敗という実力から「英雄王」と呼ばれている。一方で政治の方面には疎く、大公のエスターシュに任せきりで、いつも劣等感を抱いている。マリアンヌの事は目のなかに入れても痛くないほど溺愛している。

## ゲームのオリジナルキャラクター
ゼロの使い魔のゲーム「小悪魔と春風の協奏曲（コンチェルト）」、「夢魔が紡ぐ夜風の幻想曲（ファンタジー）」、「迷子の終止符（ピリオド）と幾千の交響曲（シンフォニー）」にのみ登場するオリジナルキャラクター。

### 小悪魔と春風の協奏曲
高凪 春奈（たかなぎ はるな）
声 - 雪野五月
日本から異世界ハルケギニアにやって来た才人のクラスメイト。年齢17歳。身長160cm。スリーサイズはB83/W58/H80。牢に幽閉されていたが隙を見て逃げ出した。行き場も無く路頭に迷っていたところを才人に助けられる。
実は彼女の中に意図せず作られたもう1つの人格が「爆弾魔」の正体である。事件終了後ももうひとつの人格と共存することになる。
ウェザリー
声 - 平田宏美
劇団の長を務めつつ、爆弾魔の捜索でトリスタニアに滞在する女性で獣人と人間のハーフ。年齢24歳。身長170サント。スリーサイズはB80/W63/H85。春奈の鞄を持っていたことから彼女に追いかけられた。
春奈の鞄を渡す引き換えに、平民向けの劇に出ろと告げ、ルイズらメイジに屈辱を与えた。
実は事件の黒幕で、春奈に爆弾魔の人格を埋め込んだ張本人。犯行の動機は過去にメイジから受けた迫害を恨んでのことだった。

### 夢魔が紡ぐ夜風の幻想曲
クリスティナ・ヴァーサ・リクセル・オクセンシェルナ
声 - 小清水亜美
通称クリス。二つ名は「迅雷」。風系統の魔法を得意とする。使い魔はガレット。ある日突然、友人であるアンリエッタのツテを頼って、とある国から魔法学院に転校（留学）してきた姫。日本から来たという師匠（名称不明、1年前に死去）のもとで、幼い頃から日本や武士道について学んだため、魔法よりも剣術を好み、武士を意識した服装をして、腰には刀らしき物を差している。
日本人の才人に出会うと、憧れのサムライに会えたとして喜んだ。
代々、サキュバスを退治する家系にあり、サキュバスを封印する方法を受け継いでいる。魔法学院に来たのもサキュバスの封印が解けそうなのを察しての行動だった。
リシュ
声 - 能登麻美子
魔法学院で物置として使われていた地下室にあった箱に眠っていた少女。ルイズの虚無の魔法の影響で目が覚めた模様。才人の名を聞いたとたん、才人に抱きつき懐いてしまい、さらに自分より大きいからと才人を「お兄ちゃん」と呼ぶ。さらに、ルイズを「ルイルイ」と呼ぶなど、他の人物に対して妙なニックネームをつけている。
正体はサキュバス。封印される前、迫害によって傷付いていたところを人間の男性に救われ、恋に落ちたが、立場の違いによる誤解や迫害などから男性は死亡し、自ら封印の道を選んだ。復活して才人に恋をし、過去の失敗から、自らが作り出した夢の世界へ才人を連れ込み、2人きりで生きようとするが失敗する。自らの過ちに気付き、クリスの手で再び封印された。
ガレット
声 - 大林隆介
クリスの使い魔で、地球の動物であるカピバラ。普段は泣き声を発し、クリスなどと意思疎通をしている。本人によると、実は中年男性の声で人間の言葉を話せるが、「乙女の心を傷つける」として、クリスなどには明かしていない。ギーシュからは「ヴェルダンデ2号」と勝手に名前を付けられ、略奪されそうになるが、ヴェルダンデが嫉妬したことにより事なきを得た。
さらにタバサには食用として狙われた。

### 迷子の終止符と幾千の交響曲
リーヴル
声 - 中村繪里子
トリステイン王立図書館の管理人。本の世界に入り込める魔法が使える。ダンブリメに図書館の本を消滅させると脅迫され、ルイズの心を奪うことに荷担させられる。
贖罪として本の世界に才人らを導き、ルイズの心を取り戻す手助けをした。
テクスト
声 - 増田隆之
リーヴルの使い魔のペンギン。タバサに羽を「手羽先」として狙われるが、冗談と思っているのかまんざらでもない反応をする。人の言葉が話せる。
前作のガレットとは違い堂々と人前で会話をする。
ダンブリメ
声 - 代永翼
何らかの理由でルイズを狙う謎の少年。
正体は図書館にある絶筆書籍の魔力が具現化したもので、虚無の魔法を持つルイズの心を奪って、それをテーマに物語を完成させようとした。才人らの活躍で企みは失敗するが、反省の色も無く、2000年後に再び行動に起こすと宣言して姿を消した。